# Беркут (спецпідрозділ)
«Бе́ркут» — колишній розформований  підрозділ міліції у структурі МВС України, що існував у 1992―2014 роках. Дислокувався у Києві та при обласних центрах. На підрозділ покладалися задачі особливого призначення: дотримання громадської безпеки, боротьба з організованою злочинністю.
Неодноразово залучався для придушення протестів, виступів і демонстрацій в Україні. Відмітився особливою жорстокістю щодо протестувальників Євромайдану взимку 2013―2014 року (Ліквідований 25 лютого 2014 року за перевищення повноважень). [⇨]
Під час подій
весни 2014 року велика частина екс-бійців «Беркута» перейшла на сторону Росії і терористичних формувань. Значна кількість екс-бійців «Беркута» опинилась в складі терористичних формувань ДНР і ЛНР і у їх складі взяли участь у боях проти Збройних сил України. Також екс-бійці «Беркута» сформували підрозділи ОМОН «Беркут» у складі МВС Росії (пізніше ці підрозділи увійшли до Росгвардії), такі підрозділи нині діють на території окупованого Криму, також значна кількість екс-бійців «Беркута» служать в ОМОН міста Москва. Зокрема бійці беркута з Криму і Харкова що перейшли на сторону Росії заявляли що ще з 1990-х років намагалися не носити символіку України, наприклад самовільно міняючи офіційно зареєстровану емблему з фоном птаха кольорів українського прапора, на емблему з чорним фоном птаха, бо з їх слів символіка України викликала в них негативні емоції.
Натомість екс-бійці «беркута» не взяли помітної участі у відвернені російської агресії на Сході України, часто це відбувалося з порушенням наказів керівництва МВС України.
За основу геральдичної символіки та назви взято хижого птаха беркута.

## Історія
5 грудня 1988 року в системі МВС УРСР віддали вказівку про організацію загонів міліції особливого призначення (ЗМОП, рос. Отряд милиции особого назначения, ОМОН, неофіційна назва "малинові берети"). На той час такі загони сформували в Києві, Дніпропетровську, Донецьку, Львові та Одесі. Після розпаду СРСР на базі штатної та матеріальної структури ОМОНу вирішили створити міліцейські підрозділи швидкого реагування вже в усіх обласних центрах. Наказ про створення підрозділу «Беркут» датований 16 січня 1992 року, але фактично боєздатні підрозділи сформувалися (залежно від регіону) тільки до початку 1993 року. Необхідність у створенні подібних підрозділів спочатку диктувалася не так політичною ситуацією в Україні (яка тільки-но здобула незалежність), як украй напруженою криміногенною ситуацією. У різні часи «Беркут» називався батальйоном міліції швидкого реагування (БМШР «Беркут»), підрозділом міліції швидкого реагування (ПМШР «Беркут»), окремим батальйоном міліції особливого призначення (ОБМОП «Беркут»).
5 грудня 2013 року депутатом Верховної Ради України VII скликання Володимиром Ар'євим (фракція Всеукраїнське об'єднання «Батьківщина»), як реакція на участь спецпідрозділу в силовому розгоні Євромайдану, зареєстровано «Проект Постанови про заборону функціонування спецпідрозділу МВС України „Беркут“». Як заявив народний депутат України VI та VII скликання Геннадій Москаль, існування спецпідрозділу «Беркут» є незаконним, оскільки наказ про його створення не пройшов обов'язкову реєстрацію в Міністерстві юстиції України.
11 січня 2014 року у Міністерстві юстиції зареєстровано й 28 січня в Офіційному віснику України опубліковано підписаний 24 жовтня 2013 року наказ МВС «Про затвердження Положення про спеціальний підрозділ міліції громадської безпеки „Беркут“», котрий таким чином легалізував діяльність спецпідрозділу «Беркут».

### Ліквідація
22 лютого 2014 року лідер фракції «Свобода» Олег Тягнибок повідомив, що у Верховній Раді готується проєкт постанови про ліквідацію спецпідрозділу МВС «Беркут». 25 лютого спецпідрозділ було ліквідовано в.о. міністра внутрішніх справ Арсеном Аваковим, про що він написав у своєму блозі в «Українській правді»:

| Підписав наказ номер 144 від 25 лютого 2014 року «Про ліквідацію спеціальних підрозділів міліції громадської безпеки „Беркут“». |
| — Арсен Аваков, в.о. Міністра внутрішніх справ. 26.02.2014.                                                                     |

«Беркут» у Криму, не чекаючи вирішення питання в межах правового поля України, прийняв громадянство Росії.

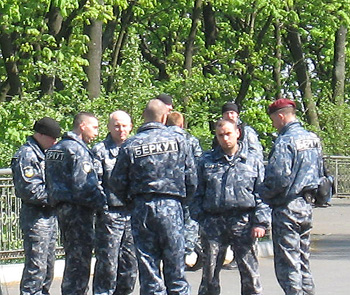
Співробітники підрозділу особливого призначення міліції України «Беркут»

12 березня 2014 року за позовом Анатолія Гриценка, Руслани Лижичко та юриста Станіслава Батрина окружний адміністративний суд України, керуючись статтями 69-71, 160—165, 167, 171 та 254 Кодексу адміністративного судочинства України, визнав протиправними та нечинними наказ МВС № 529 від 18 травня 2004 року «Про затвердження Положення про підрозділ міліції особливого призначення „Беркут“» та наказ МВС № 1011 від 24 жовтня 2013 року «Про затвердження Положення про спеціальний підрозділ міліції громадської безпеки „Беркут“».
Після реформи міліції в Національну поліцію майже жоден з екс-«беркутівців» не пройшов переатестацію до нової поліції, в основному через відмову проходити детектор брехні, про що розповів голова атестаційної комісії Роман Сініцин..

## Вимоги до кандидатів
Для вступу в «Беркут» кандидати повинні були відповідати таким вимогам:
- Фізична підготовка
- Психологічне здоров'я та урівноваженість
- Відсутність проблем з законом до роботи у підрозділі
- Обов'язкова середня освіта
- Вік не менше 20 років
- Обов'язкова попередня служба в армії (бажано — в спецпідрозділах[26])

У «Беркут» брали переважно майстрів спорту та переможців змагань, більшість бійців були призерами та переможцями національних та міжнародних змагань.

## Кількість
- 1988 рік (ОМОН) — 770 осіб
- Січень 1992 року — 6000 осіб
- Січень 2014 року — близько 4000 осіб

27 січня 2014 року на закритому засіданні Уряд України прийняв протокольне рішення про збільшення чисельності спецпідрозділів «Беркут» і «Грифон» до 30 000 осіб.

## Завдання підрозділу

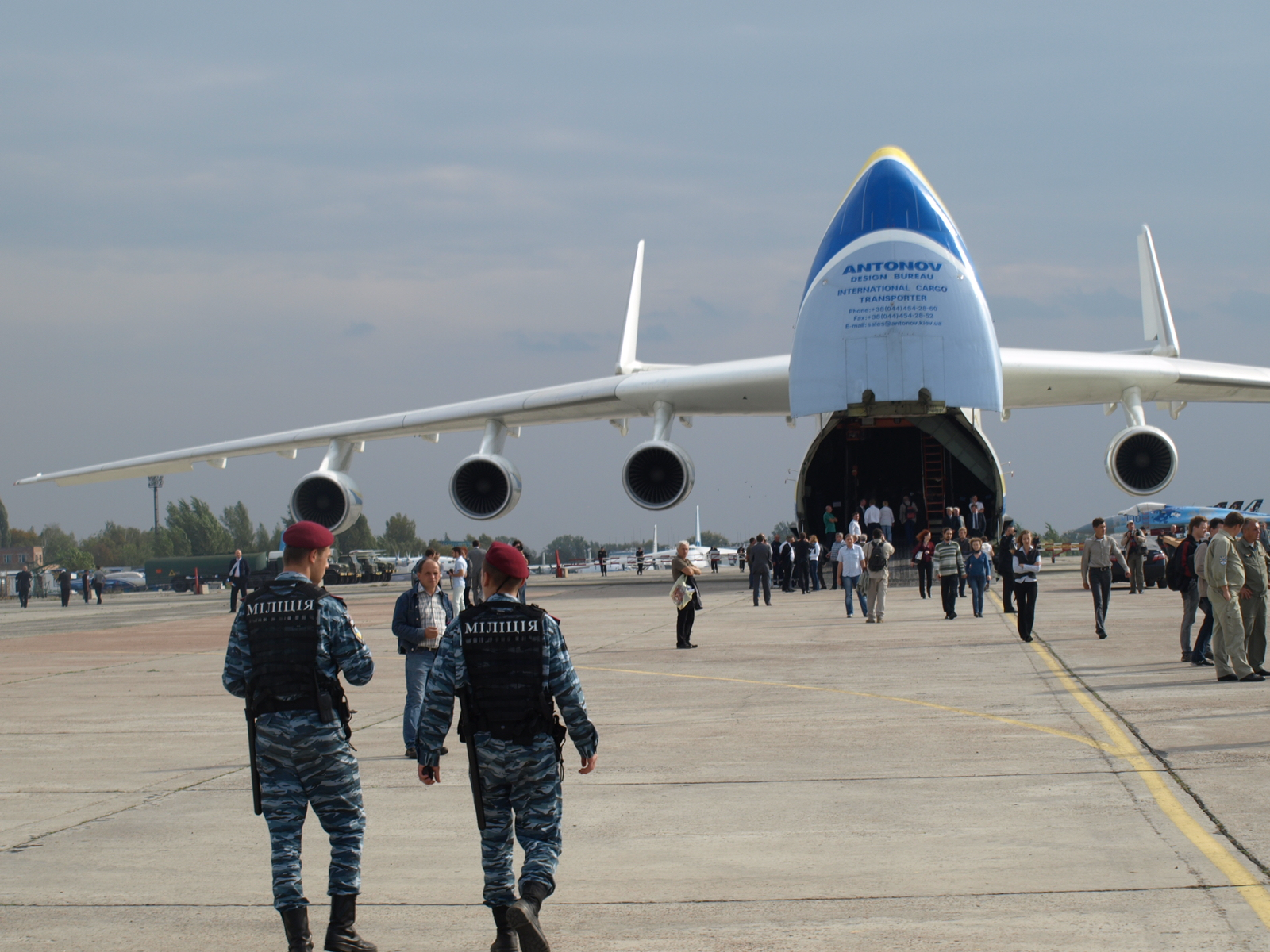
Охорона громадського порядку під час авіашоу

До завдань підрозділів «Беркут», зокрема, входило:
- Охорона громадського порядку в місцях зі складним кримінальним становищем
- Охорона громадського порядку під час проведення масових заходів
- Охорона громадського порядку в разі виникнення надзвичайних ситуацій
- Припинення групових хуліганських проявів і масових заворушень
- Затримання особливо небезпечних, озброєних злочинців, звільнення заручників
- Силове забезпечення операцій міліції
- Надалі окремими наказами цей перелік розширювався та змінювався. Зокрема, була додана «охорона фізичних осіб» (малася на увазі охорона свідків).

2010 року, після перемоги на президентських виборах, Віктор Янукович, виступаючи на колегії міністерства внутрішніх справ та представляючи Володимира Сівковича як віцепрем'єра з питань силових органів, обіцяв суттєво збільшити фінансування міліції, а натомість висловив свої сподівання:

| Безумовно, я буду очікувати від вас ефективних дій, і хотів би, щоб ми, разом з вами, були впевненими у завтрашньому дні.[29] |

## Структура підрозділу
Батальйони «Беркут» були резервом Міністра Внутрішніх справ України, на місцях підпорядковувалися обласним Управлінням МВС.
Будучи організаційно незалежними від місцевих відділів міліції, з моменту створення й до 1997 року батальйони «Беркут» перебували в підпорядкуванні регіональних Управлінь по боротьбі з організованою злочинністю (УБОЗ) МВС України. Але оскільки функції ОБМОН «Беркут» фактично дублювалися відділами УБОЗ «Сокіл», надалі «Беркут» був перепідпорядкований Управлінням Громадської безпеки УМВС України.
Залежно від регіону склад підрозділів «Беркут» міг налічувати від 51 до 600 осіб. Відповідно, «Беркут» міг бути не лише батальйоном, але й ротою (у невеликих областях) або полком. У столиці Києві було розквартировано полк, в області — батальйон. Також був полк у місті Сімферополі АР Крим.
За даними газети «Аргументи і Факти», 
| «„Беркут“ фактично являє собою невелику високомобільну армію, підрозділи якої можуть бути оперативно перекинуті в будь-яку точку України.» |
На січень 2014 до складу «Беркуту» входили 1 полк (в Києві), 7 окремих батальйонів (в Київській області, Криму і 5-ти найбільших обласних центрах: Дніпропетровську, Донецьку, Львові, Одесі та Харкові) та 19 рот з загальною чисельністю понад 3 000 осіб.
Київський полк нараховував автотранспортну роту та 5 бойових (4 оперативних роти та роту спеціального призначення). Була така сама рота і в складі кримського батальйону. До складу роти спеціального призначення входили штурмові взводи з елітними бійцями, котрі мали посилену висотну підготовку й навички штурмових дій по захопленню терористів.
Серед бійців «Беркуту» були спеціалісти різного профілю: водолази, підривники, піротехніки, сапери, снайпери.
Стандартна структура батальйону «Беркут»: Командир > Штаб > Рота > Взвод > Відділення

## Дислокація та озброєння

### Дислокація
Зазвичай батальйони «Беркут» були розташовані в обласних центрах, в яких-небудь чималих окремих будівлях, із власною прилеглою територією (наприклад, одеський «Беркут» — у будівлі колишньої жіночої в'язниці, луганськ «хіміків».
Часто спочатку ці будівлі були аварійними, і приводились до ладу силами співробітників «Беркута».
У великих містах обласного підпорядкування могли дислокуватися окремі взводи, роти обласних батальйонів чи полків.

### Озброєння
Батальйони «Беркут» мали власний автопарк, а також деяку кількість бронетехніки — зазвичай один-два БТР-60 або БТР-80.
Екіпірування бійців «Беркуту» включало бронежилети, кулезахисні шоломи, прилади нічного бачення та міліцейські спецзасоби.
На озброєнні батальйонів були автомати АКМ, АК-74, пістолети ПМ, (АПС), ПБС, Форт-12, Форт-14, Форт-17, снайперські гвинтівки СВД, кулемети РПК-74, карабіни КС-23, світлошумові та сльозогінні гранати типу «Зоря», «Полум'я».
У подіях на вулиці Грушевського бійці «Беркуту» також використовували «коктейль Молотова» та каміння з бруківки.
22 січня 2014 з'явився на Грушевського й бронетранспортер, котрого, зокрема, використали для розчистки території від спалених автомобілів.
Народний депутат від «Батьківщини» колишній начальник Головного управління МВС України в м. Києві (2005—2010), генерал-лейтенант міліції Віталій Ярема 25 січня 2014 року заявив, що з РФ доставлені ручні бойові гранати «Факел-С», «Заря-2», «Пламя-М» та інші, вони «зараз знаходяться на озброєнні МВС України» і найближчим часом можуть бути використані під час сутичок, хоча не пройшли сертифікацію на території України.
Міністерство внутрішніх справ також пропонувало доповнити перелік спецзасобів, які можуть застосовуватись міліцією при охороні громадського порядку, спецзасобами «Джміль» і «Джміль- М». За твердженням одних ЗМІ, ці спецзасоби є реактивними піхотними мобільними вогнеметами «Джміль» (рос. «Шмель»), котрі наразі використовуються військовими підрозділами радіаційного, хімічного і біологічного захисту (РХБЗ) Сухопутних військ Росії. Призначення вогнеметів «Джміль» — знищення живої сили супротивника, яка розташована в спорудах, виведення з ладу автомобільної та легкої броньованої техніки, руйнування укріплених об'єктів. Вогнемети здатні вражати живу силу противника на відстані до 1,7 кілометрів, при цьому прицільна дальність стрільби — до 800 метрів. Інші ЗМІ, з посиланням на МВС, стверджували, що:

| спецзасоби «Джміль» і «Джміль-М» є патронами з газовою гранатою сльозогінної дії. Зокрема, спецзасіб «Джміль» використовують для масових заходів, «Джміль-М» — для спеціальних операцій[39]. |
Як стверджував у своєму зверненні до генерального прокурора Віктора Пшонки щодо дій «Беркуту» та внутрішніх військ під час акцій протесту голова Тимчасової слідчої комісії Верховної Ради України Геннадій Москаль, під час акцій на вулиці Грушевського в період з 19 по 23 січня 2014 року до медичної служби Євромайдану звернулося понад 1000 учасників масових акцій протесту, які зазнали тілесних ушкоджень, серед котрих основними у протестувальників були:

| ... поранення від металевих предметів, які працівники підрозділу «Беркуту» та внутрішніх військ спеціально прив'язували до гранат і при відстрілі вони, розлітаючись, завдавали поранень по різних частинах тіла[40]. |

## Видатки з бюджету на утримання
Видатками платників податків — громадян України, утримувався «Беркут» у кількості 3791 осіб (дані за 2013 рік). Тільки на одного працівника «Беркуту» з держбюджету виділялось 98,15 тисяч гривень щороку. Та додатково — грошове утримання 64,1 тисяч щороку (чи 5,3 тисячі гривень зарплатня щомісяця на одну особу в «Беркуті»).
Загалом за всі 12 місяців 2013 р. на 1 особу — 63 600 грн зарплата з держбюджету, та — 241 107 600 грн на всіх осіб «Беркуту» за 2013 рік.
Виросли витрати «Беркуту» на відрядження та закупівлю «спеціального інвентарю». На утримання спецпідрозділу «Беркуту» у всій Україні щорічно виділялося не менше 372 мільйони гривень. До цієї суми не додана закупівля зброї, спорядження і техніки.
- У 2011 р. було придбано 336 одиниць вогнепальної зброї: пістолети, пістолети-кулемети, гвинтівки, кулемети, помпові рушниці «Форт-500» на суму 6,23 мільйони гривень. Середня вартість одної одиниці зброї — 18 500 гривень. Хоча на озброєнні штурмових загонів «Беркуту» знаходиться багацько зразків озброєння ще радянського виробництва, а також бронетранспортери[41].
- У 2012 р. закупили спеціально обладнані кросовери корейського виробництва «Ssang Yong Rexton» за 260 тисяч гривень; придбано шість водометів на базі автомашини марки «КамАЗ» вартістю 2,45 мільйони гривень за кожний[41].
- У 2013 р. вартість форменого одягу, спецзасобів з озброєнням:

1. шапка-вушанка — 108 грн, малиновий берет (краповий) — 59,7 грн, літнє кепі — 70,5 грн, маска-шапка (балаклава) — 62,5 грн, светр — 180 грн, сорочка — 135 грн, штани — 135 грн, фуфайка — 50,5 грн, жилет розвантажувальний — 499 грн, поясне спорядження — 1108 грн, літній костюм — 426 грн, зимовий костюм — 700 грн, спеціальне взуття (зимове та літнє) — 1130 грн[41],
2. куленепробивний шолом 2499 гривень, вогнепальна зброя — 18 500 грн (при вартості 42 грн за один патрон 12 калібру), бронежилет куленепробивний — 2484 грн «першого класу захисту» («2-й клас» — 917 грн), протигаз спеціальний — 2417 грн, накладний захист для рук і ніг — 651 грн, палка гумова — 110 грн, щит протиударний — 594 грн, щит спеціальний — 9200 грн, граната газова — 189 грн, газовий балончик — 324 грн, наручники — 150 грн[41].

Загалом — 41 782,2 грн витрат на 1 особу «Беркуту» за вказане приладдя, та відповідно 158 396 320,2 грн — на всіх 3791 осіб у «Беркуті» (тільки за 2013 р.) з держбюджету.
А разом, видатки з держбюджету лише за один 2013 рік, не враховуючи витрати на автомобілі, відрядження, пільги, нові зі старими закупівлями тощо — 399 503 920,20 гривень.

## Заробітна плата
Офіційна
Заробітна плата рядового бійця підрозділу «Беркут» становила щонайменше 4 тисячі гривень.
Під час Євромайдану до Києва було стягнуто понад 80 % особового складу спецпідрозділу. 
| «До їх щомісячної зарплати в 5 тисяч гривень нараховують щогодинну грошову винагороду в кілька сот гривень, тож мотивація дуже сильна. А ще в день міліції багатьом працівникам „Беркуту“ роздали дострокові звання, нагороди та вогнепальну зброю…»[43] |
Неофіційна
За словами командира волинського «Беркуту» Дмитра Бєляєва, за час перебування в Києві від 23 листопада 2013 року до 14 січня 2014 року його бійці отримали від 5 до 10 тисяч гривень премії кожен. Особисто він отримав 20 тисяч гривень. Гроші видавав «чиновник з міністерства під наглядом помічника одного з нардепів-регіоналів». За друге відрядження (з 20 січня 2014 року) в МВС пообіцяли виділити квартири в Луцьку.

## «Беркут» та силові структури ФРН
Силові структури ФРН в рамках програми Євросоюзу «Східне партнерство» надавали допомогу українським правоохоронним органам, серед представників котрих були й бійці спецпідрозділу «Беркут». У поясненні МЗС ФРН кореспонденту газети Deutsche Welle йшлося, що головною метою співпраці була «допомога третім країнам на їх шляху до створення поліції, котра б діяла на принципах демократії і правової держави». У 2008, 2010 та 2011 роках Федеральне відомство кримінальної поліції Німеччини проводило семінари для українців, на яких ділилося досвідом боротьби з корупцією, контрабандою людьми, кіберзлочинністю і наркотрафіком. У рамках підготовки до проведення Євро-2012 міліціонери відвідували в місті Меккенгайм підрозділ німецької поліції, котрий займається охороною державних установ. Крім того, німецькі фахівці проводили семінари також і в Україні для «Беркута» та військовослужбовців внутрішніх військ України, в ході яких навчали деескалації та забезпечення порядку під час великих спортивних заходів. Протягом 2009—2013 років проведено 21 семінар. А ще українські силовики отримували з Німеччини оснащення: натільні щитки, комп'ютерне обладнання та каски.

## Операції

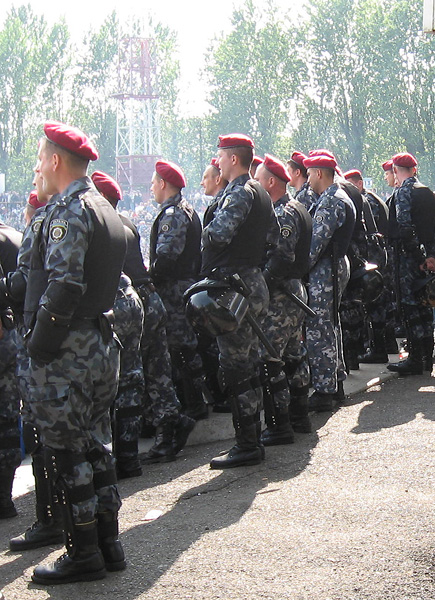
Бійці українського спецпідрозділу МВС «Беркут» під час футбольного матчу

На хвилі розгулу злочинності в Україні після здобуття незалежності батальйони «Беркут» виявилися дуже потрібними. Частина операцій із ліквідації організованих злочинних угрупувань і затримання їх членів проводилися саме співробітниками «Беркута».
Батальйони «Беркут» залучалися для локалізації й припинення масових конфліктів на міжнаціональному ґрунті.
Зведені загони батальйонів «Беркут» періодично скеровувались у тривалі відрядження до Києва, де несли службу з охорони громадського порядку в періоди напруги політичної обстановки: під час Помаранчевої революції 2004 року, під час розпуску Верховної Ради в 2007 році.
- 1995, 25 червня — під час масових заворушень кримськотатарського населення бійці полтавського «Беркуту» на трасі біля міста Судака (АРК) відкрили по них вогонь з автоматичної зброї на ураження, внаслідок чого семеро кримських татар були поранені, а двоє, 34-річний Асан Ібраімов та 24-річний Булат Джамши Ібраімов, убиті. За словами Володимира Притули,

| «у ці дні кримське суспільство переступило невидиму межу, за якою відбудеться переосмислення багатьох постулатів, котрі раніше здавалися непорушними, переоцінка багатьох цінностей… Межа ця — кров, вперше пролита в ході суспільно-політичних процесів у Криму, та й по всій Україні»[51][52].Оригінальний текст (рос.) в эти дни крымское общество переступило невидимую грань, за которой произойдет переосмысление многих, ранее казавшихся незыблемыми постулатов, переоценка многих ценностей… Грань эта — кровь, впервые пролитая в ходе общественно-политических процессов в Крыму, да и во всей Украине. |
- 1995, 18 липня — проведено операцію з перешкоджання похорону київського патріарха Володимира у Софійському соборі. За наказом Леоніда Кучми загони спеціального призначення «Беркуту» влаштували бійню представників УПЦ КП на Софійській площі.[53].

- 1998, 24 серпня (День Незалежності України) — розгін протестуючих гірників з краснодонських шахт імені Баракова, «Дуванної», «Краснодарської-Південної» та «Суходольської-Східної», котрі з липня пікетували Луганську облдержадміністрацію (тогочасний керівник Олександр Єфремов) та Луганську обласну раду (тогочасний керівник Віктор Тихонов) з вимогою погасити їм заборгованість по зарплаті за 2,5 роки. Проти учасників мирної акції вперше в незалежній Україні правоохоронцями були застосовані спецзасоби, а саме кийки та сльозогінний газ. За офіційними даними у результаті сутички постраждали принаймні 37 осіб: 22 гірника, 12 бійців «Беркуту» та 3 співробітників міліції. 14 грудня того ж року о 4-й годині ранку гірник Олександр Михалевич на знак протесту проти таких дій влади та знущань з боку адміністрації шахти імені Баракова, котра не виплачувала працівникам зарплату з 1996 року, здійснив акт самоспалення[54].

- 2001, 9 березня — побиття в Києві та арешти бійцями «Беркуту» учасників акції «Україна без Кучми». За спогадами одного з протестувальників,

| Ввечері ми, група студентів з Луцька, повертались на залізничний вокзал «…». Тут на нас і чекали. Спочатку працівники «Беркуту», не відповідаючи на жодні звертання та зауваження, заштовхали нас у автомобілі та «підвезли» до центрального входу вокзалу, де вже було декілька сотень студентів. Тоді один з міліціонерів в званні підполковника розсік мені губу з криком: рос. «Уроды бандёровские!». Далі захоплююча подорож у автозаку, в якому помістилось з тридцять п'ять чоловік.[56] |
Станом на вечір того ж дня було затримано до 500 осіб, 16 з яких у грудні 2002 року були засуджені на тюремні ув'язнення терміном від 2,5 до 4 років. Після 9 березня акція «Україна без Кучми» не поновлювалась.
- 2002, 24 серпня (День Незалежності України) — побиття в Житомирі на матчі 1/16 Кубку України з футболу між командами «Динамо» (Київ) та «Полісся» (Житомир) понад 100 фанатів київського «Динамо». Крім «Беркуту», в операції були задіяні підрозділи міліції та 200 військовослужбовців[58], зокрема з 95-ї окремої аеромобільної бригади[59]. За твердженням сайту «Динамоманія», однією з причин бійки став пропуск правоохоронцями на стадіон безбілетників та нетверезих вболівальників, котрі після програшу «Полісся» з рахунком 0:4 спровокували бійку з фанатами киян[60]. За даними «Динамоманії», затримано 5 осіб (з них 2 неповнолітніх), двох киян та трьох мешканців Бердичева[61]. За даними сайту «gazeta.ua» один з уболівальників загинув[62].

- 2007, 27 травня — побиття дніпропетровським «Беркутом» на фінальному матчі Кубку України з футболу між командами «Динамо» (Київ) та «Шахтар» (Донецьк) фанатів київського «Динамо», котрі після забитого голу у ворота «Шахтаря» запалили фаєри та димові шашки. Протягом 15 хвилин 50 беркутівців кийками «наводили порядок» в секторі киян. Результат — 22 затриманих вболівальники (серед них 7 неповнолітніх), 40 зламаних крісел. Декого з фанатів довелося виносити з «поля бою». Один з вболівальників згадував:

| Я вже подумав що все скінчилось, тому що удари припинились. Я полежав ще трохи і підняв голову, маючи намір встати. За що одразу отримав сильний удар в голову. Мені розбили голову. І вже пробирався назад до своїх хлопців, щоб узяти хустку і прикласти до голови, я йшов вже закривавлений весь, до мене підбіг ще один боєць з «Беркута» і з криком, що я отримав те що хотів, ще раз ударив мене[63]. |
- 2007, 6 листопада — близько тисячі співробітників міліції, з яких 150 співробітників «Беркуту» (за іншим джерелом — 500[64]) та 400 військовослужбовців внутрішніх військ, під особистим керівництвом начальника Кримського управління МВС Анатолія Могильова, провели спецоперацію зі знесення буцімто незаконно встановлених будівель кримських татар на плато Ай-Петрі. З 40-50 кримських татар, котрі на той момент перебували на плато, десятки було побито[65], а близько 20 осіб затримано. За словами заступника голови районної адміністрації Бахчисараю Айдера Халілова,

| «Беркут» «…» побив усіх кримських татар (які перебували на Ай-Петрі), зараз зносять будівлі, для знесення яких немає підстав[66][67]. |
Як сказано в Заяві Меджлісу кримськотатарського народу,

| при виконанні рішення суду про звільнення земельної ділянки площею 125 квадратних метрів, проти якого не заперечували кримські татари і не надавали протидії, були застосовані значні сили МВС із залученням спецпідрозділу «Беркут» і бронетехніки з використанням вогнепальної зброї і інших спецзасобів[68]. |
- 2011, 22-23 вересня — протидія студентам у проведенні в Києві на противагу «Форуму міністрів освіти європейських країн „Школа XXI століття: Київські ініціативи“» свого студентського контрфоруму «Інший бік освіти» в рамках кампанії «Проти деградації освіти» та «АнтиТабачної кампанії»[69][70].
- 2013, 19 серпня — бійці спецпідрозділу «Беркут», вибивши вікно, увірвалися через нього до приміщення Київської міської ради і, викрикуючи нецензурну лайку, жорстоко побили кількох народних депутатів Верховної Ради України. Зокрема, народний депутат Степан Кубів в результаті серії ударів отримав перелом кількох ребер, забій печінки та травми хребта[71]. Народний депутат Едуард Леонов отримав сильний удар в обличчя й кілька ударів по нирках, що було зафіксовано на відеокамеру[72]. Також бійці спецпідрозділу «Беркут» завдали побоїв народним депутатам: Олені Кондратюк, Андрію Іванчуку, Віталію Яремі, Роману Чернезі. Депутатські запити та заяви народних депутатів до органів прокуратури про жорстоке побиття, з політичних причин не розглядалися[73][74].
- 2013, 30 листопада — проведено операцію з силового розгону Євромайдану на Майдані Незалежності в Києві[75][76], в ході якої 7 демонстрантів були госпіталізовані, 35 — отримали травми[77].

## Критика

### Чорний вівторок, або Похорон Патріарха Володимира Романюка
Жорстоко били, іноді калічили після наказу першого заступника начальника ГУ МВС в м. Києві В. Буднікова учасників похорону Патріарха України Володимира (Романюка).

### Інше

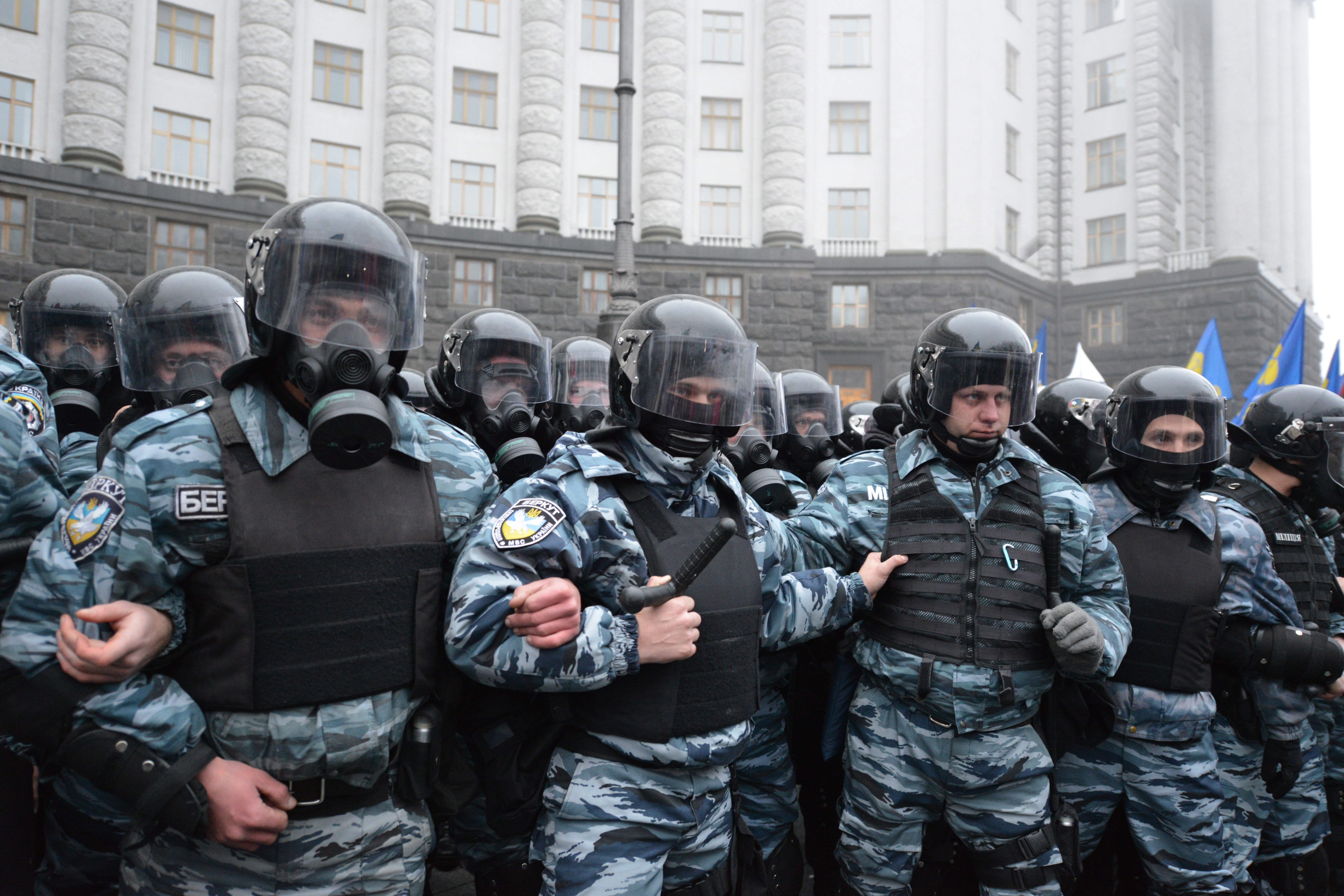
Спецпідрозділ «Беркут» біля Кабінету Міністрів

«Беркут» активно застосовувався владою, як центральною, так і місцевою, для досягнення власних політичних та бізнесових інтересів. Існувала практика застосування «Беркуту» для придушення мітингів та демонстрацій, яка набула нової сили за президентства Віктора Януковича. У той же період часу «Беркут» застосовувався владною Партією регіонів для підтримки власних заходів.
«Беркут» залучався для перешкоджання діяльності журналістів, їх побиття та залякування, а також підприємців, діяльність яких не влаштовувала владу.
Були зафіксовані випадки побиття «Беркутом» опозиційних політиків, мирних громадян та футбольних фанатів, а також невиконання своїх обов'язків та крадіжок. При цьому застосування сили «Беркутом» щодо простих громадян відбувалося з особливою зухвалістю та жорстокістю.
Відомі випадки порушення громадського порядку самими бійцями «Беркуту»: 6 лютого 2008 року в ужгородському ресторані відбулася масова бійка між працівниками «Беркуту» та ДАІ за участі понад 100 співробітників МВС. Міський голова Ужгорода Сергій Ратушняк з цього приводу заявив:

| «…замість того, щоб забезпечувати охорону громадського порядку міліція зайнята в „розборах“ і потрібно захищати населення від дій правоохоронних органів.»[95] |

### Агресивні дії з футбольними фанатами
Перевищення службових повноважень та відверта агресія з боку співробітників підрозділу до футбольних фанатів характерна протягом всього часу його існування. Але найбільша агресивність співробітників починається з настанням нового тисячоліття. Так під час проведення матчу 1/16 фіналу Кубка України між «Поліссям» і київським «Динамо» в 2002 році в День Незалежності України в Житомирі співробітники підрозділу діяли жорстко, часом дуже жорстоко, особливо не розбираючись, хто вставав у них на шляху. В той же час діюча виконавча та судова влада захищала працівників спецпідрозділу.
Про перевищення своїх повноважень зі сторони спецпідрозділу також заявляв Вадим Костюченко — віцепрезидент київського футбольного клубу «Динамо».
Жорсткі та агресивні дії співробітників спецпідрозділу викликали неодноразове обурення широкої громадськості, фанатських футбольних організацій та політиків України Лише після широкого резонансу в ЗМІ співробітники притягувалися до відповідальності.

## Єврореволюція
Як заявив 3 лютого 2014 року активіст Громадського сектора Євромайдану Володимир В'ятрович,

| За неповні три місяці мирного протесту жертвами репресій стали 1739 людей, причому 4 з них загинули, а 35 досі вважаються безвісти зниклими. «...» Крім того, ми є свідками того, як в центрі столиці викрадають людей, викрадають їх посеред вулиць і піддають страшним тортурам. |
Починаючи з 16 січня до сторінки «Євромайдан SOS» в соціальній мережі Фейсбук звернулись по допомогу у розшуку 129 зниклих людей. Станом на 2 лютого розшукувались 36 осіб із різних міст України.

### Силовий розгін Євромайдану 2013
У ніч з 29 на 30 листопада 2013 року спецпідрозділи із двох областей України (Чернігівської і Луганської) та Автономної республіки Крим взяли участь у силовому розгоні студентів, які зібралися в Києві на Майдані Незалежності, внаслідок чого було госпіталізовано десятки людей. За свідченнями очевидців, напад був жорстоким, при цьому постраждало кілька випадкових перехожих. Відповідальність за силове вирішення питання взяв на себе голова київської міліції Валерій Коряк, що особисто віддав наказ про застосування сили. Розправа викликала міжнародну реакцію, дії української влади засудили уряди кількох європейських держав.
За повідомленням, розміщеним 30 листопада 2013 року на сайті Міністерства внутрішніх справ:

| На Майдан Незалежності правоохоронці прибули на звернення Управління благоустрою КМДА. Активні дії представники «Беркуту» розпочали після того, як мітингувальники почали чинити опір міліціонерам, кидати у них сміттям, склянками, пляшками з водою та підпаленими палками. |
Згідно з відповіддю Київської міської державної адміністрації (КМДА) на офіційний запит народного депутата Юрія Дерев'янка:

| виконавчий орган Київської міської ради (Київська міська державна адміністрація) та її посадові особи, представники комунальних підприємств не зверталися до МВС з проханням про вжиття заходів щодо розчищення території Майдану Незалежності та вул. Хрещатик в період з 29 по 30 листопада від громадян, які перебували там та брали участь у мітингах і демонстраціях. |

### Події біля Адміністрації Президента України 1 грудня 2013 року
Близько 14:20 група молодиків-провокаторів чисельністю до 500 осіб закидала працівників міліції брукняком і фаєрами.
«Беркут» перейшов у наступ приблизно о 16:30 За повідомленням Громадського телебачення, під час розгону також постраждали кілька журналістів, що висвітлювали події.
Після розгону людей із вулиці Банкової бійці спецпідрозділів почали приводити у двір Адміністрації Президента різних осіб. Над цими особами, що лежали на землі або сиділи, продовжували знущання та насильство.

### Події на вулиці Грушевського 2014
Під час подій на вул. Грушевського «Беркут» діяв усупереч кільком нормам Закону «Про міліцію» та інших нормативних актів. Так, «Правилами застосування спеціальних засобів при охороні громадського порядку»:
|  | Забороняється нанесення ударів кийком: гумовим — по голові, шиї, ключичній ділянці, животу, статевих органах; пластиковим типу «тонфа» — по голові, шиї, сонячному сплетінні, ключичній ділянці, низу живота, статевих органах, нирках, куприку. Світлошумові засоби відволікаючої дії (світлошумова граната «Заря», світлошумовий пристрій «Пламя») застосовуються на відстані не ближче двох метрів від людини. Водомети застосовуються для розсередження учасників масових безпорядків при температурі атмосферного повітря не нижче 0 град. C. При застосуванні сльозогінних речовин забороняється прицільна стрільба по правопорушниках, розкидання і відстрілювання гранат у натовп, повторне застосування їх у межах зони ураження в період дії цих речовин. Про поранення або смерть, що сталися внаслідок застосування спеціальних засобів, працівник міліції зобов'язаний негайно і письмово повідомити безпосередньому начальникові для сповіщення прокуророві. У кожному випадку застосування спеціальних засобів працівники міліції зобов'язані в найкоротші строки забезпечити подання потерпілим необхідної допомоги, повідомляючи лікарям і медичним закладам, який засіб застосовано в кожному конкретному випадку. Начальники органів і установ внутрішніх справ, командири з'єднань і частин внутрішніх військ повинні систематично проводити роботу по забезпеченню законності застосування спеціальних засобів, притягати згідно з чинним законодавством до відповідальності осіб, які допустили їх неправомірне використання. |

Під час протистояння між демонстрантами постраждало понад 100 правоохоронців, 50 було госпіталізовано. Демонстранти закидували працівників «Беркуту» розібраною бруківкою, пляшками з «коктейлем Молотова», феєрверками. Зі сторони мітингувальників була створена катапульта, яка виявилась неефективною, пізніше була перероблена на рогатку, а потім розібрана беркутівцями повністю. «Беркут» відстрілювався гумовими кулями, світлошумовими гранатами, гранатами з сльозогінним газом «Терен», цілячись в групи найбільш активних мітингувальників. На фото зафіксовані випадки використання «Беркутом» проти мітингувальників і «коктейлю Молотова». А польський журналіст Бартоломей Маслянкевич в репортажі про атаку «Беркута» 22 січня, який менш ніж за добу, зібрав близько 150 тисяч переглядів на YouTube, говорить своєму оператору:
|  | Покажіть цю людину, котра ніби є міліціонером, одягнена, як міліціонер, але кидає каміння, як звичайний хуліган. |

Українська правда та ТСН повідомили про спецпризначенця, який під час «зачистки на Грушевського» напав на прапор України, що був прикріплений до одного з автомобілів:
|  | Прикріплений стяг швидко здався під натиском ударів кийка. Чим заважав спецпризначенцю стяг, невідомо. В МВС поведінку бійця не прокоментували. |

Часто підрозділом проводився цілеспрямований обстріл гумовими кулями саме лікарів та журналістів, причому по журналістах стрільба була спрямованою в верхню частину тіла, зокрема в голову, часто з дуже серйозними наслідками для життя журналістів. Журналісти вирішили не одягати накидки з написом «Преса» оскільки це тільки ще більше наражало їх на небезпеку. Багатьом учасникам протесту та працівникам ЗМІ довелось ампутувати очні яблука.
3 лютого 2014 року було оприлюднено результати дослідження Інституту масової інформації. Згідно з ними, за період з 21 листопада 2013 року під час масових протестів в Україні під час або в результаті виконання професійних обов'язків постраждали принаймні 136 журналістів, причому понад 80 з них — лише за останні два тижні, з 19 січня по 2 лютого 2014 року. Серед них:

| Найбільше журналістів постраждало від побиття міліцією чи бійцями «Беркуту» — 54 випадки. 27 журналістів отримали поранення від вибуху світло-шумових гранат, на 21 працівника ЗМІ нападали тітушки. Було зафіксовано 17 випадків поранень журналістів від куль, які летіли зі сторони міліції на вул. Грушевського у Києві. Також було 2 випадки, коли беркутівці цілились журналістам у камери, проте ті встигали заховатись і кулі влучали мимо. Ще 19 журналістів постраждали внаслідок інших дій, наприклад, від давки між міліцією та протестувальниками, від каменів, які летіли з різних сторін, та від отруєння сльозогінним газом. 31-му журналісту пошкодили або повністю знищили техніку — відеокамери, фотоапарати, планшети, флешки, та інше. 11-тьох журналістів затримувала або заарештовувала міліція. |
За твердженням в.о. глави МВС Віталія Захарченка від 7 лютого 2014 року, представники преси фотографували силовиків та провокували їх, обіцяючи розмістити світлини в інтернеті. За його словами,

| На наших людей ідуть масовані атаки, їхні родини під пресингом. Інформаційні технології, які застосовуються в Україні, не порівнювані ні з Єгиптом, ні з Лівією, ні навіть із Сирією. |
| ... якби міліція застосовувала всі дозволені законом засоби, то наслідки масових заворушень, які переросли з мирних у далеко не мирні, могли б бути набагато страшнішими.[140] |
Внаслідок сутичок волонтерам-медикам інколи не вдавалось вчасно надати допомогу постраждалим, тому що спецпідрозділ обстрілював саме медичних працівників, які мали відповідну форму та навіть виходили на місця подій з піднятими руками. Як повідомив 5 лютого 2014 року керівник медичної служби Штабу національного спротиву Святослав Ханенко, під час протистояння на вулиці Грушевського від дій силовиків постраждало близько 20 волонтерів-медиків.
Окремі працівники «Беркуту» провокували мітингувальників непристойними жестами, демонструючи таким чином свою професійну підготовку..
Під час сутичок з мітингувальниками підрозділи МВС втратили внаслідок підпалів 6 одиниць техніки: 4 автобуси та 2 вантажних автомобілі.
У ніч з 22 на 23 січня «Беркут» спільно з «тітушками» нападали на машини учасників Автомайдану, трощили їх, а пасажирів били та затримували. Таким чином зникли принаймні 15 осіб.

#### Убивства

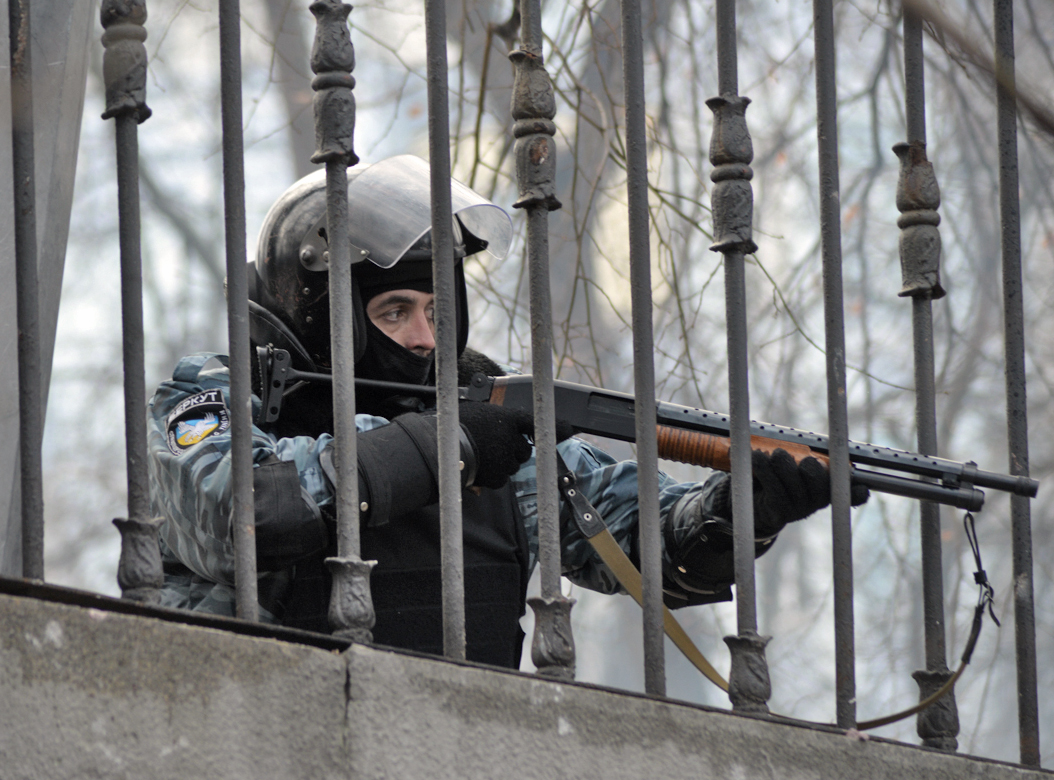
Державний службовець силових структур спецпризначенець «Беркуту» стріляє в громадян України, протестуючих на вулиці Грушевського в Києві (19 січня 2014 р.)

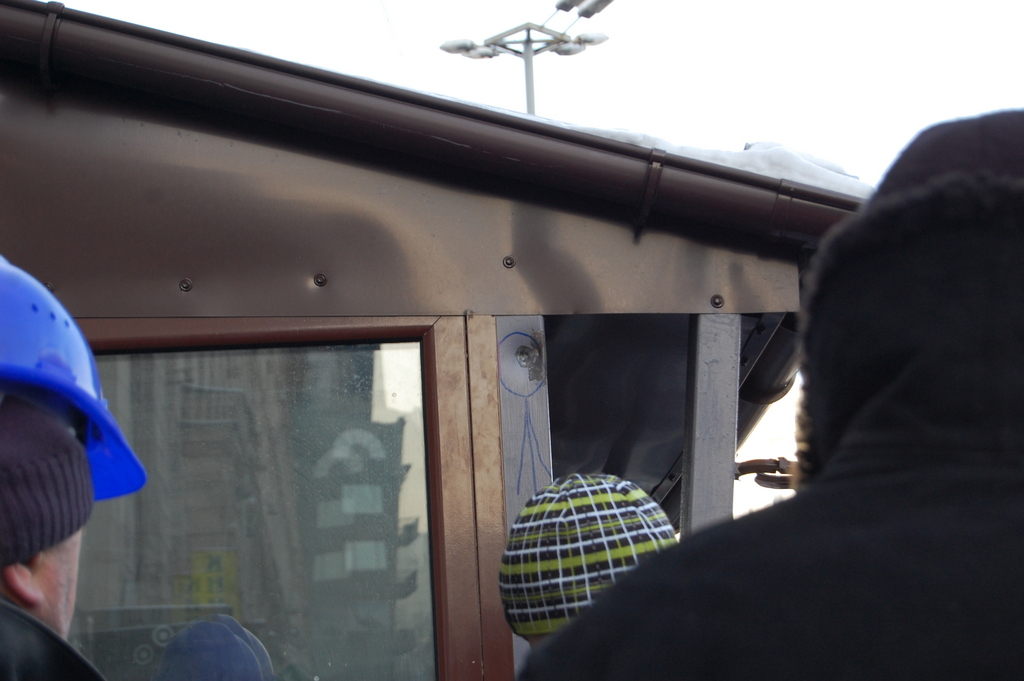
Слід від кулі «патронів 12 калібру несмертельної дії» правоохоронців на металевому кіоску. Київ. Євромайдан. 26.01.2014

За повідомленням «ВВС Україна» та «Української правди» 22 січня, «один з керівників медичної служби Євромайдану підтвердив загибель учасника сутичок на вулиці Грушевського. Двадцятирічний Сергій Нігоян, українець з села Березнуватівка на Дніпропетровщині, отримав чотири вогнепальних поранення. За попередньою інформацією він був застрелений снайпером з даху прилеглого будинку. Смерть констатували приблизно о шостій годині ранку.», На це прем'єр-міністр Микола Азаров заявив, що влада ніякого відношення до жертв не має.
Під час «масових заворушень» на вулиці Грушевського загинуло 2 людей — громадянин України Сергій Нігоян та громадянин Білорусі Михайло Жизневський. 25 січня в лікарні від вогнепального поранення, отриманого 22 січня на Грушевського, помер уродженець Яворівщини, мешканець міста Турка Роман Сеник. 24 січня 27-річного старшого сержанта відділу державної служби охорони Голосіївського райуправління міліції було застрелено у Голосіївському районі, неподалік від гуртожитку «Беркута», в котрому міліціонер проживав.
Прокуратура заявила, що «експертні дослідження показали, що в усіх випадках була застосована вогнепальна зброя, прилаштована для пострілів мисливськими патронами, знаряджених картеччю та кулями», а тому троє протестувальників і міліціонера убили зі зброї, яку не використовують ні спецпідрозділи МВС, ні Внутрішні війська:

| Розслідування цих вбивств триває. Але вже на даному етапі, проведеними слідчими та процесуальними діями, у тому числі судово-балістичними експертизами, слідство повністю виключає можливість використання такої зброї спецпідрозділами органів внутрішніх справ та внутрішніх військ", - заявив працівник прокуратури. |
Михайла Жизневського та Романа Сеника вбито кулями 12 калібру, Сергій Нігоян помер від металевої картечі.

#### Зброя та боєприпаси
Як стверджував в той же час генерал-лейтенант міліції Геннадій Москаль, МВС мав на озброєнні рушниці, набоями з яких була можливість вбити протестувальників:

| Я заперечую байки про те, що в них нема (таких) рушниць. «...» Форт-500, який стріляє картеччю, є на озброєнні у спецпідрозділу "Беркут", який стріляв у протестувальника. |
За даними «Української правди»,

| Гвинтівка Форт 500 Т використовується спецпризначенцями на Грушевського і має саме 12 калібр. А ще в неї можна запросто зарядити металеву картеч, з якої був вбитий і Сергій Нігоян. |
| Одним з найбільш вражаючих «невогнепальних дозволених спецзасобів» з Грушевського є рушниця серії «Форт-500», призначена для стрільби будь-якими патронами 12 калібру, в тому числі мисливськими та бойовими — на відміну від так званих «пристроїв для відстрілу патронів несмертельної дії», які розваляться після першого ж пострілу бойовим патроном. Принаймні, без ручного доведення такого «пристрою» до «бойового» стану.[157]Оригінальний текст (рос.) Одним из наиболее впечатляющих «неогнестрельных разрешенных спецсредств» с Грушевского есть ружье серии «Форт-500», предназначенное для стрельбы любыми патронами 12 калибра, в том числе охотничьими и боевыми - в отличие от так называемых «устройств для отстрела патронов несмертельного действия», которые развалятся после первого же выстрела боевым патроном. По крайней мере, без ручной доводки такого «устройства» к «боевому» состоянию. |
Тоді ж визначено і ймовірний вид боєприпасів до цієї рушниці, котрі у 2012—2013 роках придбано двома партіями загальною кількістю 17 тисяч 230 штук (10 500 і 6730 штук відповідно) у товаристві з обмеженою відповідальністю (ТОВ) «Лабораторія прикладної хімії». Це так званий «патрон для примусової зупинки транспорту», виготовлений з латуні із сталевим осердям. Згідно з тактико-технічними характеристиками (ТТХ) набою, він повинен пробивати з відстані 15 метрів автомобільний кузов товщиною не менше 5 мм, а потім руйнувати автомобільний двигун. Швидкість польоту кулі (на відстані 5 метрів від дульного зрізу ствола) — від 380 до 450 м/с

| Згідно з «Законом про міліцію» перелік усіх спецзасобів повинен бути затверджений Кабінетом міністрів, однак в Постанові КМУ «Про затвердження Правил застосування спеціальних засобів при охороні громадського порядку» цього виду набоїв нема. |
| Будь-яке розширення переліку спецзасобів можливо лише постановою Кабінету Міністрів України за поданням Міністерства внутрішніх справ і висновком Міністерства охорони здоров'я, Генеральної прокуратури України[159]. |
Але, незважаючи на це, тендер на закупівлю цих боєприпасів був проведений через наказ МВС й на штатному озброєнні підрозділів вони були. Ще 10 квітня 2012 року, перед проведенням в Україні Чемпіонату Європи з футболу, МВС уклало договір з ТОВ «Лабораторія прикладної хімії» на закупівлю 10500 патронів для примусової зупинки транспорту по 27 гривень за штуку. 26 листопада 2013 року, через 5 днів після розпорядження Миколи Азарова № 905-р про зупинку євроінтеграції і початку, як реакції на нього, Євромайдану, у того ж ТОВ «Лабораторія прикладної хімії» придбано, серед інших боєприпасів, 6730 тих же набоїв з тими ж ТТХ, що й 2012 року, але вже за ціною 42 гривні за патрон. ТОВ «Лабораторія прикладної хімії» було зареєстровано у квартирі у спальному районі Києва Троєщині в 1995 році. За роки президентства Віктора Януковича на продажі спецзасобів МВС ТОВ «Лабораторія прикладної хімії» заробило 1,1 мільйона гривень. Факт використання цих боєприпасів «для примусової зупинки автотранспорту» проти людей підтвердив і Геннадій Москаль:

| Це «Беркут» використовує для поранення людей. Вони застосовуються для примусової зупинки автотранспорту. Якщо можна зупинити автомашину цією кулею, то уявіть, що тоді з людьми…[161] |
Згодом, 21 березня 2014 року, в інтерв'ю Galnet один із колишніх бійців львівського «Беркута» підтвердив слабкий контроль за видачею цих патронів, якими були вбиті перші активісти на Майдані:

| Патрони видавали взагалі дуже вільно. Оті патрони, що машини зупиняти, видавали без особливого там контролю.[162][163] |
16 лютого 2014 року під час прибирання барикад на вулиці Грушевського журналісти на місці дислокації силовиків виявили сотні або й тисячі використаних гільз від боєприпасів чотирьох типів американського, німецького, польського та чеського виробництва до рушниць 12 калібру:

| Червоні гільзи від набоїв виробництва французької компанії Spartan, помаранчеві — чеської фірми «Sellier&Bellot», білі — без розпізнавальних написів, але журналісти зі США визначили, що вони — американського виробництва, а сині — польської фірми FAM Pionki. «…» на (сайті) «FAM Pionki» серед моделей боєприпасів, сині патрони знаходяться у розділі «Спеціальні боєприпаси — бойові патрони», позначені символом LFT — 6.8 (12-й калібр). У патроні є 12 свинцевих дробинок. |
Згідно з офіційним повідомленням на сайті Міністерства внутрішніх справ, жодного іншого боєприпасу, крім сертифікованих належним чином «Терен-12П» і «Терен-12К», міліція не використовувала.

#### Знущання
Із звернення голови Тимчасової слідчої комісії Верховної Ради України з питань розслідування протиправних діянь правоохоронних органів та окремих посадових осіб, посягань на права і свободи, життя і здоров'я громадян під час акцій протесту (ТСК ВРУ) Геннадія Москаля до генпрокурора України Віктора Пшонки:

| 19 січня в мережі Інтернет та майже всіх телеканалах України з'явилося відео про двох молодих чоловіків, котрих без жодних причин жорстоко побив «Беркут». Чоловіки проводили ремонт в одному з будинків по вул. Грушевського, де й відпочивали вночі. "Бійці «Беркуту», що ввірвалися в приміщення, роздягли їх, обстріляли гумовими кулями (сліди від кульових поранень чітко видно на відео), вивели голими на 10-градусний мороз, облили водою, після чого примусили бігти в бік мітингувальників неподалік стадіону «Динамо» й стріляли вслід. Прошу за даним фактом відкрити кримінальне провадження, встановити особи працівників «Беркуту» й притягнути їх до кримінальної відповідальності. |
20 січня близько 21 години 20 хвилин під час атаки силовиків на Грушевського 5 «беркутівців» потрапили на арку входу на стадіон Динамо. З 4-х активістів, що там знаходились, зміг врятуватися лише один, зістрибнувши на дерево, що росло поруч; 2-х побили, четвертий був скинутий з колони «Беркутом» або, рятуючись від розправи, стрибнув сам й наступного дня помер в лікарні.
23 січня в інтернеті оприлюднено ролик, на котрому видно, як силовики з «Беркуту» та Внутрішніх військ знущалися із затриманої на Грушевського людини: роздягнули догола на морозі, знімали оголену на фото та відео, після чого без одягу відправили у автобус. На тілі людини помітно величезні синці, а на шоломі одного з силовиків — номер частини 228. Колишній голова київської міліції Віталій Ярема впізнав на відео ще декількох силовиків, за його словами, це підрозділ № 3027 «Омега» розквартирований в Нових Петрівцях (Межигір'я). 2 лютого Олег Ляшко в свою чергу заявив, що цю людину безпосередньо затримували, роздягли та катували на морозі бійці спецпідрозділу МВС № 3028 «Ягуар»: Сергій Хортюк, Максим Костюк, майор Ігор Фірак (різав чуба). Команди бійцям віддавав полковник Олег Миколайович Плахотнюк. Людиною, над котрою знущались, виявився Михайло Гаврилюк, доброволець з Четвертої козацької сотні самооборони, родом з Чернівецької області. Затягнутий силовиками в автозак, він по дорозі у відділок кілька разів втрачав свідомість, тому звідти його забрала «Швидка допомога», а згодом з лікарні — колишні воїни-афганці. За його словами, був захоплений силовиками тому, що відступав останнім, намагаючись допомогти контуженому гранатою протестувальнику. Але скандальним відео знущання з нього не обмежувались:

| «Мене схопили, затягли до себе і почали бити. Вони повалили мене на землю, ставили ноги на голову і так фотографувалися. Це в них була така розвага. Били всі по черзі. А потім хтось запропонував відрізати мені чуба. Вони тримали мою голову і по частинах відрізали чуба ножем. ... Вони створили коридор і вимагали, щоб я крізь нього пройшов, але я не виконав їхні накази.» |
Міліціонеру, котрий не побоявся оприлюднити в інтернеті знущання з Михайла Гаврилюка, довелося поспіхом покинути Україну. Перед тим правоохоронець, котрий до цього пропрацював в МВС 12 років, написав рапорт на звільнення та дав інтерв'ю ТСН, в якому, зокрема, сказав:

| Я навіть не знаю, слово яке підібрати... Ну, це навіть не обурення. Прикро стало за те, що відбувається тотальна брехня. І в це вірять. «...» Співробітники спецпідрозділів, коли відчувають, що вони захищені - у плані, їх не знімає відеокамера, їх ніхто не бачить, вони мають перевагу в силі і знаходяться в масках, тобто вони вважають, що їм це зійде з рук. |.
Того ж дня Громадське телебачення наживо транслювало розповідь 17-річного студента, котрого 20 січня під час зйомки на мобільний телефон подій на Грушевського схопили й потягли до Маріїнського парку, де прогнали через «живий коридор» з 40-50 бійців «Беркуту», кожен з яких його бив руками та ногами. Також різали ножем та оббризкали перцевим газом, зламали руку. Знущались морально, зокрема допитувались: «рос. Ну и где твой Бандера, почему он тебя не спасет?», між собою спілкувались також російською мовою. Рапорт про його затримання підписав заступник командира «Беркуту» у Харківській області майор Василенко.
23 січня силовики спецпідрозділу «Беркут» також вивезли на приватній машині до лісу Олександру Хайлак, волонтера медичної служби Майдану: били, відібрали всі документи, ліки проти астми, залишивши тільки мобільний телефон. Перед тим, «за інформацією активіста Майдану Ігоря Жданова, „Беркут“ возив Хайлак по райвідділках Києва, однак жоден з РВВС не хотів її приймати.»
Із розповіді вночі 25 січня 2014 року під час судового засідання в Оболонському райсуді Києва Андрія Ленеця, котрого після одногодинного перебування на Майдані вночі з 23 на 24-те в автомобілі разом з «автомайданівцями» «підрізали» автобусом бійці київського «Беркуту», витягнули, побили, згодом з 8-ї до 11-ї ранку чоловіка допитували в Оболонському райвідділку, при цьому слідчі відмовлялись викликати лікаря, незважаючи на кровотечу з голови:

| «Беркута» витягували людей і просто били, я затуляв руками голову, по якій разів десь п'ять ударили. Але я довго не падав, тому дістав ще удар у лице — вибили чотири чи п'ять зубів. Коли нас завантажили в машину, то на мене виліз «беркутівець» і сказав, що втопить у Дніпрі.[183][184] |
Василь Шкляр, автор історичного роману «Чорний ворон. Залишенець»:

| ... «беркутівці» на рівні підсвідомості, на рівні тваринного інстинкту відчувають вищість людей, які борються за Україну, які готові за неї померти. Це їх найбільше дратує. За це найбільше ненавидять майданівців. Тому-то з таким садизмом знущаються з тих, хто потрапляє до них у полон.[185] |
Михайло Добкін, член Партії регіонів, голова Харківської ОДА:

| («Беркутівці»)... зробили те, чого не змогли б зробити кращі фахівці в області піару. Вони повернули повагу до міліції.[186][187] |

#### Викрадення
Починаючи принаймні з 21 січня 2014 року в різних куточках Києва відбулись викрадення активістів Євромайдану. У низці випадків до викрадень були причетні бійці спецпідрозділу «Беркут».

### Протистояння у лютому 2014 року
Вранці 18 лютого відбулася багатотисячна хода учасників Євромайдану до Верховної Ради України з метою донесення вимог щодо повернення до Конституції зразка 2004 року та покарання винних у знущаннях з активістів Євромайдану.
На вулиці Шовковничній проти демонстрантів бійці спецпідрозділу «Беркут» застосували спецзасоби: світлошумові гранати та помпові рушниці Форт-500Т, зокрема силовики кидали в людей шумові гранати з дахів прилеглих будинків. Як заявив у ефірі «Громадського ТБ» Геннадій Москаль:

| … гранату можна кидати не менше, ніж 2 метри до людини. Вони ж кидають у натовп… їм по барабану.[161] |
Починаючи з 13 години «Беркут» відтісняв мітингарів по вулиці Інститутській у бік майдану Незалежності, відтіснив до Кріпосного провулка, перекривши вулицю Інститутську також зі сторони вулиці Липської.
Близько 17 години міліція відтіснила мітингарів до Жовтневого палацу, де розпочала атаку проти учасників акції протесту. Кілька сотень «беркутівців» оточили Український дім, зайнятий протестувальниками. За наступну добу «Беркут» знищив весь культурний центр, який був розташований в Українському домі, затоптав книги з бібліотеки, також постраждали фонди Музею історії Києва.
Під час наступу на перехресті вулиці Грушевського та Хрещатика «Беркут» спалив виставку малюнків у жанрі графіки (60-70 робіт) лідера рівненського гурту «Ot Vinta!» Юрія Журавля:

| Намалювати вони не можуть, а єдине, що можуть, — це спалити. Як казав Булгаков — рукописи не горять. Фотографії малюнків розповсюджуються в інтернеті, в соцмережах, тому виставка продовжує життя.[204] |
Близько 20 години під приводом антитерористичної операції почалась «зачистка» майдану Незалежності, проти мітингувальників було застосовано водомети і бронетранспортери.
Опівночі на 19 лютого 2014 року «Беркут» знову намагався провести штурм з боку Європейської площі, але самооборона Майдану змогла відбити атаку.
За словами Мустафи Найєма та за свідченням очевидців, беркутівці «коктейлями Молотова» підпалили Будинок профспілок, у котрому перебували заблоковані активісти
У ніч з 18 на 19 лютого в Рівному близько 2 тисяч протестувальників захопили в місті базу «Беркуту» та під вигуки «Ганьба!» вигнали з неї близько 50 бійців, котрі там перебували й самі зайняли будівлю.
За повідомленням журналістки Ганни Бабінець із посиланням на Сергія Седлера, представника центральної районної лікарні у Броварах, 19 лютого 2014 року туди привезли двох чоловіків, яких жорстоко катував «Беркут». Вона повідомляє, що

| У одного з них взуттєвими нитками було зашито рот. Іншого беркутівці садовили на коробку з феєрверками. |
На сцені Майдану протестувальники продемонстрували шеврон МВС Росії з двоглавим орлом і триколором на ньому, котрий під час штурму було зірвано з одного з силовиків:

| Якщо ця інформація підтвердиться, і крім шеврону будуть інші докази, то це настільки серйозна справа, що від влади Януковича не має залишитися нічого. Бо одна справа, коли використовуються внутрішні війська, а інша справа, коли залучають зовнішні війська.[217][218] |
За даними Міністерства охорони здоров'я,

| Станом на шосту годину ранку 20 лютого 2014 року з 10 години 20 хвилин 18 лютого до бригад екстреної медичної допомоги та закладів охорони здоров'я міста Києва за медичною допомогою звернулося 445 постраждалих під час сутичок у центрі столиці, 287 з них госпіталізовано. Серед госпіталізованих до закладів охорони здоров'я: - працівники правоохоронних органів — 88 осіб; - журналісти — 6 осіб; - депутати — 1 особа (Пазеняк В. С.); - діти до 18 років — 4; - іноземні громадяни — 2 особи. З початку сутичок померло 28 осіб.[219][220] |
20 лютого підрозділи МВС почали відкрито стріляти по протестувальникам з автоматичної зброї та снайперських гвинтівок бойовими патронами.
За даними координатора медслужби Майдану Олега Мусія, протягом цього дня загинули від 70 до 100 людей, а кількість поранених перевищила 500 осіб.
За даними МОЗ: «Станом на 18.00 год. 22 лютого 2014 року з 10 години 20 хвилин 18 лютого з місця загострення сутичок в центрі міста Києва до бригад екстреної медичної допомоги та закладів охорони здоров'я міста Києва за медичною допомогою звернулося 622 постраждалих, 405 з них госпіталізовано.» «З початку сутичок померло (загинуло) 82 особи.»

#### Снайпери
Головний лікар мобільної клініки самооборони Майдану Ольга Богомолець про 11 вбитих, котрі лежали у холі готелю «Україна»:

| Снайпер або снайпери працювали професійно. У всіх поранення у серце або у голову. Всі убиті кулями калібру 7,62 мм (снайперська гвинтівка Драгунова). Стріляли на ураження.[226] |
Спецпідрозділ «Беркут» має своїх снайперів.
За даними голови ТСК ВРУ Геннадія Москаля «до розстрілу мітингувальників зі снайперських гвинтівок має відношення спецпідрозділ, створений особисто командувачем внутрішніх військ України Станіславом Шуляком» (йдеться про спецпідрозділ «Лаванда»):

| Підрозділ відноситься до Кримського територіального управління внутрішніх військ, а його керівником є полковник Сергій Асавалюк. Бійці саме цього підрозділу були відзняті на відео журналістами, а їхні рідіопереговори записані.[228][229] |
Пізніше Геннадій Москаль доповнив інформацію документами про плани спецоперацій по силовому розгону акцій протесту «Бумеранг» і «Хвиля», для проведення котрих передбачалось залучити 2 тисячі бійців «Беркуту» та по 10 тисяч міліціонерів і бійців ВВ:

| … снайперами на вул. Інститутській були бійці підрозділу спеціальних операцій внутрішніх військ, яким керує полковник С. Асавалюк, та бійці підрозділу внутрішніх військ «Омега». |
В «Бойовому розрахунку штурмової групи» вказано групу з 7 снайперів, старший — підполковник Бичківський А. М. («Мирон»), заступник — майор Бублик О. В. («Гамі»).
21 лютого 2014 року з трибуни ВРУ депутат Віктор Чумак заявив про затримання одного з снайперів, одягнутого в форму спецпідрозділу «Беркут», котрий з даху будівлі на Майдані Незалежності стріляв як у протестувальників, так і у правоохоронців.

### Події після припинення силового протистояння
20 лютого 236 депутатів ВРУ проголосували за постанову про припинення вогню та повернення всіх силовиків в казарми.
21 лютого сумський «Беркут», повертаючись додому, в районі села Княжичі Київської області відстрілювався від загону самооборони, який організував на трасі блок-пост. Самооборона пробила в автобусі шини, а бійці спецпідрозділу розбіглися селом Княжичі, по якому їх відловлювали місцеві мешканці. 25 «беркутівців» доставлено до місцевого райвідділу міліції.
21 лютого вінницький «Беркут», повертаючись на свою базу, був змушений пройти через живий коридор з жителів Вінниці, котрі кидали в них копійки та вигукували «Ганьба!», «Вбивці!», «За скільки ви продалися, аби стріляти в невинних людей?».
22 лютого 2014 року у Севастополі «беркутівцям» дякували за вбитих українців, вигукували «Молодці! „Беркуту“ — слава! Треба було більше!», «Ми вас любимо, хлопці! Ми вами пишаємося! Герої! Герої! Ура!». Незважаючи на влаштовану місцевими мешканцями теплу зустріч, бійці спецпідрозділу не наважились зняти зі свого обличчя маски-«балаклави». У той же день в Харкові бійці місцевого «Беркута» обшукували деяких учасників Євромайдану, які біля харківського палацу спорту пікетували з'їзд депутатів південно-східних регіонів.
23 лютого 2014 року в Луцьку на сцені на Театральному майдані бійці волинського «Беркуту» на колінах вибачалися перед людьми та писали рапорти на звільнення.
25 лютого 2014 року на Євромайдані у Львові на колінах просив вибачення львівський «Беркут».
27 лютого 2014 року Геннадій Москаль в інтерв'ю Еспресо.TV заявив, що:

| Парламент та Раду міністрів Криму захопили працівники «Беркуту», які раніше відмовилися виконувати накази по розформуванню цього спецпідрозділу. За попередніми даними, керує операцією керівник Севастопольського підрозділу «Беркуту». «…» кримський Беркут збунтувався і перекрив в'їзди на Чонгар та зі сторони Армянська. У них кулемети та гранатомети[242]. |
28 лютого 2014 року, за повідомленням віцепрем'єра Ради міністрів Криму Рустама Теміргалієва, депутати Верховної Ради Криму прийняли рішення створити спецпідрозділ з охорони громадського порядку «Беркут», підпорядкований виключно владі АРК
1 березня Генеральна прокуратура України розповсюдила заяву:

| У Криму, містах Донецьку та Севастополі ухвалили протиправні рішення про підпорядкування територіальних підрозділів правоохоронних органів України місцевим органам влади та самоврядування, створення місцевих правоохоронних органів. «…» У зв'язку з цим Генпрокуратура України заявляє, що вказані рішення суперечать Конституції та Законам України, отже не створюють жодних правових наслідків[245] |.
Одночасно 1 березня 2014 року Генконсульство РФ у Сімферополі розпочало видачу російських паспортів колишнім співробітникам спецназу «Беркут». У перший день їх видачі паспорти Росії з рук генерального консула РФ В'ячеслава Світличного отримали дев'ять бійців підрозділів «Беркута», а потік звернень про їх видачу продовжувався. В повідомленні, розміщеному в Твіттері ГУ МВС РФ по місті Москві, повідомляється, що «Московська поліція готова сформувати батальйон з бійців „Беркуту“, які оформили російське громадянство і бажають служити в МВС РФ». За словами голови координаційної ради профспілки співробітників міліції Москви Михайла Пашкіна, швидше за все «беркутівці», котрі стали громадянами РФ, продовжать проходити службу в Криму, отримуючи при цьому зарплату співробітників російського ОМОНу:

| З ними проведуть заняття з основ законодавства, можливо, назвуть їх московськими омонівцями, але навряд чи вони будуть жити в Росії[249][250]. |
3 березня 2014 року, за повідомленням пресслужби ГУМВС України в Одеській області, пройшла переатестація колишніх бійців одеського підрозділу «Беркут», за результатами якої мав бути сформований новий підрозділ. За словами заступника начальника ГУМВС Дмитро Фучеджи:

| Так склалося, що під час найактивнішого протистояння на Майдані бійці одеського «Беркуту» задіяні не були. Тож, я певен, що за результатами сьогоднішньої атестації буде сформовано боєздатний спецпідрозділ, працівники якого гідні продовжити службу в органах внутрішніх справ.[251] |
(Через підозру у співпраці з терористами під час кривавих подій, що мали місце 2 травня 2014 року в Одесі), Дмитро Фучеджи 6 травня 2014 втік за кордон — у Придністров'я, де і переховується від слідства.

### «Беркут» та інші структурні підрозділи МВС, Збройних Сил України і СБУ
Як 31 січня 2014 року повідомив Міністр оборони України Павло Лебедєв:

| За Конституцією, Збройні Сили України можуть бути задіяні тільки у разі введення надзвичайного або воєнного стану. В іншому випадку армія займатиметься тим, чим займається сьогодні, в мирний час. |
Тим не менше, зафіксовані випадки співпраці між структурними підрозділами МВС та ЗСУ.
24 січня 2014 року «Українська правда» написала про запит Міністерства внутрішніх справ до Міністерства оборони, датований 12 грудня 2013 року, з проханням на «безоплатну передачу окремих видів матеріально-технічних засобів», а саме:
- 4 мільйони пістолетних патронів калібру 9 мм;
- 14,5 мм холостих патронів — 150 000 штук;
- 40 мм зарядів ВОГ-25 — 100 000 штук;
- наметів УСБ-56 — 200 комплектів;
- наметів УСБТ-56 — 150 комплектів;
- кухонь причіпних КП-125 (КП-130) — 50 одиниць;
- термосів ТВН-36 (ТВН-12, Т-6) — 1050 штук[257].

Як стверджував Дмитро Тузов в статті «Останній аргумент»:

| ...бюджет силового відомства у цьому році збільшено більше ніж на 2 мільярди гривень. Що надає силовикам додаткові можливості до перегрупування сил. «...» В Україні — понад 660 міліціонерів на 100 тисяч населення. При тому, що ООН рекомендує 220 правоохоронців. По суті, ми вже — «поліцейська» держава.[29] |
Серед цієї кількості на січень 2014 року «Беркут» нараховував близько 4000 бійців та близько 1000 осіб «Грифону», причому 27 січня з'явилась інформація, що Кабінетом міністрів України планувалося у 6 разів збільшити їх чисельність, сумарно до 30000 осіб. Для цього, як написав на своїй сторінці в соціальній мережі Facebook Анатолій Гриценко,

| Сьогодні вранці (27 січня) на закритій нараді в Кабміні Микола Азаров поставив завдання міністрові оборони Павлу Лєбєдєву терміново передати до складу Внутрішніх військ два армійських з'єднання — 95-ту окрему аеромобільну бригаду (Житомир) і 25-ту окрему Дніпропетровську повітряно-десантну бригаду. Міністр оборони готовить директиву на передачу, однак вніс певні власні корективи: як і визначив Азаров, Внутрішнім військам повинні передати 25-ту окрему Дніпропетровську повітряно-десантну бригаду, а от замість Житомирської бригади Лєбєдєв вирішив передати 79-й окремий аеромобільний полк (Миколаїв). Чому такі зміни? Невідомо, можливо, Лебедєв сумнівається в лояльності десантників, що дислокуються в Центральній Україні, і більше він довіряє тим, які базуються на півдні країни.[260] |
Наступного дня, 28 січня, Микола Азаров подав у відставку, а Віктор Янукович її прийняв. Разом з прем'єром пішов у відставку і весь його уряд. Згідно з Конституцією України,

| Уряд, відставку якого прийнято президентом, за його дорученням продовжує виконувати свої повноваження до початку роботи новосформованого Кабміну, але не довше ніж шістдесят днів. |
Українська правда подала запит щодо передачі МВС десантників, на який отримала відповідь, що:

| За інформацією начальника Головного управління оборонного та мобілізаційного планування Генштабу генерал-лейтенанта Володимира Аскарова, така передача бригад у підпорядкування МВС могла б відбутись лише за наказом президента. |
Як заявили в Міністерстві оборони України:

| Зазначений документ до Генерального штабу ЗС не надходив. «...» Зазначені з’єднання залишаються у складі збройних сил, порядок їх підпорядкування, у тому числі оперативного, жодним чином не змінився. |
19 лютого 2014 року «Українська правда» з посиланням на сторінку у Фейсбуці Анатолія Гриценка повідомила, що в.о. міністра оборони Лебедєв все-таки віддав наказ про відправку до Києва 25-ї окремої Дніпропетровської повітряно-десантної бригади (500 бійців) та 79-го окремого аеромобільного полку у повному бойовому спорядженні:

| 28 січня Азаров віддав Міноборони розпорядження передати згадані бригаду і полк зі складу Збройних Сил — до Внутрішніх військ МВС. Розголос тої інформації у пресі призупинив процес передачі, тоді ще якось дбали хоча б про формальну законність. Тепер ці «дрібниці» владу вже не турбують — десантникам наказано виконувати поліцейські завдання під проводом Внутрішніх військ по факту. |
Того ж дня в.о. міністра оборони Павло Лебедєв підтвердив видачу такого наказу на відправку бригади в Київ «для посилення охорони баз, де зберігається бойова зброя, а також арсеналу». Наступного дня вранці колона машин 25-ї бригади із селища Гвардійське Дніпропетровської області рушила в напрямку Києва, проте повернулась назад після ДТП, в результаті котрої 3 десантників загинуло, а 8 у тяжкому стані доправили у реанімацію. Перекидання 25-ї та 79-ї бригад проводиться літаками з розміщенням під Києвом у Василькові на території військової частини. Крім того, 20 лютого із Феодосії до столиці поїздом рушив батальйон морських піхотинців, котрого планують розмістити безпосередньо в місті.
22 лютого 2014 року Павло Лебедєв у телефонній розмові з секретарем з питань оборони Сполучених Штатів Америки Чаком Хейгелом заявив, що «завдання щодо захисту від терористичних загроз арсеналів, баз, складів та інших військових об'єктів» Збройні Сили України «успішно виконали»:

| військовослужбовці, не використовуючи силу, попередили захоплення зброї та боєприпасів, допомогли правоохоронцям у підтриманні громадського порядку, а в деяких випадках виступили миротворцями, не допустивши кровопролиття та захистивши населення. Таким чином, необхідність залучення Збройних Сил України до виконання завдань антитерористичної операції втратила актуальність. |
За твердженням Геннадія Москаля:

| План «Бумеранг» і «Хвиля» доповідався вищому політичному керівництву країни і вводився в дію з його схвалення. «…» Допомогу в підготовці спецоперацій МВС та СБУ надавав колишній перший заступник ГРУ РФ, котрий проживав у готелі «Київ» (його проживання й харчування оплачувала СБУ). Українська влада задіяла фахівця з Росії, оскільки наш очільник СБУ виявився льотчиком, а міністр МВС — ОБХСС-ником.[231] |

### «Беркут» та комерційні структури
Згідно з пунктом 3.8. зареєстрованого в Міністерстві юстиції України 11 січня 2014 року за № 19/24796 «Положення про спеціальний підрозділ міліції громадської безпеки „Беркут“», до обов'язків державного підрозділу також входить:

| Відповідно до пункту 27 частини першої статті 10 Закону України «Про міліцію» забезпечення громадського порядку під час проведення масових заходів комерційного характеру на кошти організацій або осіб, які їх проводять[13][15]. |
Незважаючи на те, що так званий урядовий квартал у Києві майже місяць був оточений по периметру постами правоохоронців й всередину не пропускали не тільки пересічних громадян України, а навіть представників ЗМІ по їх службових посвідченнях, крізь кордон «Беркуту» можна було спокійно пройти, пред'явивши картку покупця елітного бутика «Санахант» (англ. Sanahunt), розміщеного біля Кабміну України, або навіть і без неї, просто представившись клієнтом цієї комерційної структури, що й продемонстрували в своєму сюжеті журналісти програми «Гроші» телеканалу «1+1».

### Розслідування діяльності

#### Тимчасова слідча комісія ВРУ
У Верховній Раді України створено Тимчасову слідчу комісію (ТСК) Ради з розслідування протиправних дій силовиків під час акцій протесту 16 січня 2014 року. Голова ТСК Геннадій Москаль звернувся з листом до виконуючого обов'язки глави МВС Віталія Захарченка з проханням поіменно назвати тих заступників глави МВС, хто проводив інструктаж, ставив перелік завдань та безпосередньо керував бійцями «Беркуту», відрядженими з інших регіонів до Києва, під час подій 30 листопада (розгін на Майдані), 1 грудня (побиття на Банковій) й 11 грудня (Хрещатик, Майдан) 2013 року, 10 січня (Святошинський райсуд) та з 19 по 23 січня (вулиця Грушевського) 2014 року, а також хто конкретно з генералів брав особисту участь у вказаних подіях.
На що в.о. глави МВС Віталій Захарченко, відмежовуючись від керівництва «діями „Беркуту“ під час кривавих подій», офіційно відповів:

| Інструктах ПМОП «Беркут» під час подій, що мали місце у Києві у вказані вище дні, заступниками Міністра чи керівним складом Департаменту громадської безпеки не проводились, безпосереднє керівництво діями підрозділів не здійснювалось. |

#### Рада Європи
З 4 по 10 лютого 2014 року в Україні перебував єврокомісар Ради Європи (РЄ) Нільс Муйжніекс, котрий у Києві від імені генсека Ради Європи Турбйорна Ягланда проводив переговори про створення тристоронньої комісії (влада, опозиція та РЄ) з розслідування порушень з боку міліції проти учасників акцій протесту. Дві з сторін, опозиція та РЄ, назначили своїх представників. Від Ради Європи співголовою обрали експрезидента Європейського суду з прав людини (2011—2012 роки) Ніколаса Братца. Представляти опозицію мав Володимир Василенко — доктор юридичних наук, професор, колишній суддя Міжнародного кримінального трибуналу по Югославії. Станом на 11 лютого 2014 влада блокувала ініціативу, не делегуючи свого представника. Ключовим розходженням у поглядах сторін було наполягання РЄ на тому, що «ймовірна амністія не повинна стосуватись співробітників міліції»:

| Відповідно до міжнародних норм, амністія щодо грубих порушень прав людини неприпустима. Під це правило автоматично підпадають порушення, допущені міліцією.[274] |
В рамках візиту 10 лютого Нільс Муйжніекс зустрівся з в.о. глави МВС Віталієм Захарченком:

| Міністр внутрішніх справ сказав мені, що міліція вела себе дуже стримано. Але я заперечив, що міліції, щоб затримати людину, абсолютно необов'язково розкроювати їй череп. Їх жорстокість підтверджується великою кількістю фото- і відеодоказів. «Беркуту» не слід було бити людей по голові. Міністр погодився.[275]Оригінальний текст (рос.) Министр внутренних дел сказал мне, что милиция вела себя очень сдержанно. Но я возразил, что милиции, чтобы задержать человека, совершенно необязательно раскраивать ему череп. Их жестокость подтверждается большим количеством фото- и видеодоказательств. "Беркуту" не следовало бить людей по голове. Министр согласился. |
| Навіть якщо проти поліцейських застосовується насильство, насильство у відповідь є неприпустимим. Це грубе порушення прав людини. Наведу аналогію: у боротьбі з тероризмом держава не повинна використовувати терористичні методи.[274] |

#### ООН
27 січня 2014 року депутати ВРУ від опозиції ексзаступник Міністра внутрішніх справ України генерал-лейтенант міліції Геннадій Москаль, ексзаступник Міністра внутрішніх справ України генерал-лейтенант міліції Микола Паламарчук та колишній начальник Головного управління МВС України в місті Києві (2005—2010) генерал-лейтенант міліції Віталій Ярема направили до Ради Безпеки ООН прохання про створення Міжнародного трибуналу для осіб, відповідальних за порушення міжнародного гуманітарного права, вчинені в Україні, а саме міністра внутрішніх справ України Віталія Захарченка, командувача внутрішніх військ МВС генерал-лейтенанта Станіслава Шуляка та президента України Віктора Януковича, а також про дозвіл міжнародному кримінальному суду здійснити провадження і притягнути до відповідальності осіб, котрі виконували явно злочинні накази. А голова комітету ВРУ з питань законодавчого забезпечення правоохоронної діяльності генерал-майор Андрій Кожем'якін надіслав Верховному комісару ООН з прав людини Наванетхем Піллей повідомлення про злочини, які вчиняються представниками правоохоронних органів, поділивши злочини на групи, а саме:
- викрадення людей, насильницьке та протиправне позбавлення їх волі, вивезення у безлюдні місця та катування;
- затримання мирних громадян в містах України за межами проведення масових заходів, їх побиття, катування, фальсифікація матеріалів про правопорушення, проведення судів та позбавлення волі;
- катування міліцією учасників мирних масових заходів, травмування, катування та вбивства;
- протиправне знищення майна учасників мирних протестів, перехоплення та прослуховування їх телефонних розмов.

ООН прийняла звернення з України до розгляду та направила прохання про проведення міжнародного розслідування порушень міжнародного гуманітарного права у Комітет з прав людини та до Ради безпеки ООН.

#### МВС
Як повідомив 23 лютого 2014 року на своїй сторінці в Facebook призначений ВРУ 22 лютого виконуючим обов'язки глави МВС Арсен Аваков, він «призначив службові розслідування відносно ряду співробітників міністерства та обласних УВС за фактами їхніх дій у подіях останнього часу.»

#### Генеральна прокуратура
Як повідомив 23 лютого з трибуни парламенту уповноважений ВРУ з контролю за діяльністю прокуратури Олег Махніцький, ГПУ об'єднала справи по факту вбивства всіх людей під час мирних акцій протесту в одне провадження:

| Вони розслідуються по факту спроби використати зброю під час масових акцій, розслідується факт масового вбивства людей вищим силовим керівництвом держави[279]. |
За офіційним повідомленням ГПУ від 18 березня 2014 року:

| Прокуратурою міста Севастополя розслідується кримінальне провадження за фактом перевищення влади шляхом самовільного залишення 26.02.2014 о 22 годині місця постійної дислокації особовим складом РМОП «Беркут» УМВС України в місті Севастополі (чисельністю 75 працівників), а також посягання на територіальну цілісність і недоторканість України (ч. З ст. 365, ч. 2 ст. 110 КК України)[280][281]. |
2 квітня 2014 року виконувач обов'язків генерального прокурора Олег Махніцький повідомив, що за підозрою у масових убивствах у «Кривавий четвер» 20 лютого 2014 року вже затримано 9 (серед них — командира роти) і мають затримати іще 4-х бійців спецроти київського полку «Беркута», котрим на той момент видавали автомати Калашникова, снайперські гвинтівки та іншу зброю.
В лютому 2016 року начальник управління спеціальних розслідувань Головного слідчого управління Генеральної прокуратури України Сергій Горбатюк заявив про встановлену причетність спецроти київського полку «Беркуту» до розстрілів 20 лютого 2014 року на вулиці Інститутській принаймні 48 протестуючих та заподіяння вогнепальних поранень 80 протестуючим. 25 особам зі складу командування полку «Беркуту» та співробітників цієї спецроти повідомлено про підозру в причетності до цих подій, з них 20 оголошені в розшук, а 5 знаходяться під вартою. З цих п'яти осіб кримінальну справу стосовно двох підозрюваних слухається в суді, а відносно трьох інших слідство на даний час завершено.

#### СБУ
20 травня 2015 року Службою безпеки України опубліковано на відеохостингу YouTube ролик, в котрому перераховані особисті дані 19 колишніх працівників спецпідрозділу МВС України «Беркут», що підозрюються у причетності до масових розстрілів громадян України на вулиці Інститутській в Києві 18-20 лютого 2014 року і розшукуються, а саме: Дмитро Садовник, Віктор Мельник, Євген Проноза, Володимир Трепачов, Олег Кишкань, Євген Тарануха, Сергій Шпильовий, Іван Макарець, Олег Шабаш, Юрій Кравець, Роман Панченко, Василь Рябошапка, Ігор Владика, Назар Зарицький, Богдан Шафаренко, Руслан Горбик, Ігор Чумак, Олексій Цвігун, Петро Псарьов (рос. Дмитрий Садовник, Виктор Мельник, Евгений Проноза, Владимир Трепачев, Олег Кишкань, Евгений Тарануха, Сергей Шпилевой, Иван Макарец, Олег Шабаш, Юрий Кравец, Роман Панченко, Василий Рябошапка, Игорь Владыка, Назар Зарицкий, Богдан Шафаренко, Руслан Горбик, Игорь Чумак, Алексей Цвигун, Петр Псарев).

## Захист дій «Беркуту» в період Єврореволюції
З захистом дій «Беркуту» виступив 5 грудня 2013 року у своєму відеозверненні міністр освіти і науки України Дмитро Табачник. За його словами, «сьогодні в лікарнях міста Києва знаходяться з важкими ушкодженнями 52 правоохоронці - а це теж молоді люди, у яких теж є батьки, і 4 протестувальників. І це говорить про те, що порушення законодавства і насильство було неспіврозмірне». За даними газети «Експрес», слова Дмитра Табачника не відповідали дійсності, тому що «5 грудня у прокуратурі заявили, що під час розгону мітингу на Майдані Незалежності 30 листопада постраждало 79 людей. Станом на 4 грудня вже 305 людей звернулися по медичну допомогу в результаті сутичок, що сталися під час проведення масових акцій протесту в Києві.» А 5 канал 7 грудня повідомив, що під час зіткнень на Євромайдані й поблизу Адміністрації президента постраждали майже три з половиною сотні осіб.
30 січня 2014 року у Харкові на пленарне засідання обласної ради депутати від фракції Партії регіонів прийшли в чорних футболках з написом «Беркут». А голова Харківської обласної державної адміністрації Михайло Добкін, виступаючи на сесії, сказав, що «Харківська обладміністрація працює в незвичному для себе режимі, в ній посилено охорону, розгорнуто пожежні рукави», а також заявив:

| Я сьогодні поділяю позицію фракції регіонів Харківської обласної ради і теж одягнув футболку з написом "Беркут", ми підтримуємо не тільки "Беркут", ми підтримуємо всі спецпідрозділи і всіх співробітників міліції, які сьогодні, ризикуючи своїм життям і здоров'ям, охороняють громадський порядок, не допускаючи варварів і вандалів до погрому державних будівель і установ. «...» покидьки, які сьогодні ламають державне майно по всій країні, нічого в своєму житті не збудували, крім куренів, халабуд, а може бути, криївок про всяк випадок - тому, що ми їх туди заженемо з часом. Палити, ламати - це до себе, туди, в бандерштадт[288]. |
У Донецьку місцеві телеканали «Донбас» та «Юніон» у своїх вечірніх випусках новин демонстрували однакові сюжети на підтримку спецпідрозділу «Беркут», обидва видаючи ці сюжети за свої власні.
Є держслужбовці «Беркуту», котрі загинули від вогнепальних поранень (див. «Список загиблих силовиків під час Євромайдану»). А також, своїми діями МВС України є організатором інтриги та провокатором екстремізму з бандитизмом в подіях Євромайдану шляхом переодягання державних службовців в тітушок з координацією їх протиправних дій, і причетні до формування ситуації кровопролиття з обох боків барикад. Що надає підстави стверджувати про неоднозначну ситуацію щодо спецпідрозділу «Беркут», оскільки також мала частка держслужбовців «Беркуту» долучилася до захисту мітингувальників «Євромайдану» у лютому 2014 р..
20 лютого 2014 року депутат ВРУ член фракції Партії регіонів Олена Бондаренко в інтерв'ю німецькому виданню «Шпіґель» (нім. «Der Spiegel») заявила, незважаючи на більш ніж 80 вбитих в результаті дій правоохоронців, що силовики діяли «недостатньо жорстко».
Губернатор Астраханської області РФ Олександр Жилкін написав на своїй сторінці в соцмережі, що дав своєму віцегубернатору Константину Маркелову доручення запросити й розмістити в регіоні тих бійців спецпідрозділу «Беркут», котрі попросять притулку в Росії.

## Після розформування

### Білорусь
2014 року на запит «Радіо Свобода» після публікації сайту газети Салідарнасць, що в білоруському ОМОНі працевлаштовуються колишні співробітники українського «Беркута», прес-секретар МВС Білорусі Костянтин Шалкевіч заявив, що «МВС не коментує низькоякісні твори на вільну тему… в інтернеті».
2020 року було опізнано ексспівробітників «Беркута» у лавах ОМОНу та інших силових структур Білорусі. Видання «Новы Час» продовжило цикл журналістських розслідувань і в 2021 році, ідентифікував ще більше таких персоналій.

## Оцінка діяльності

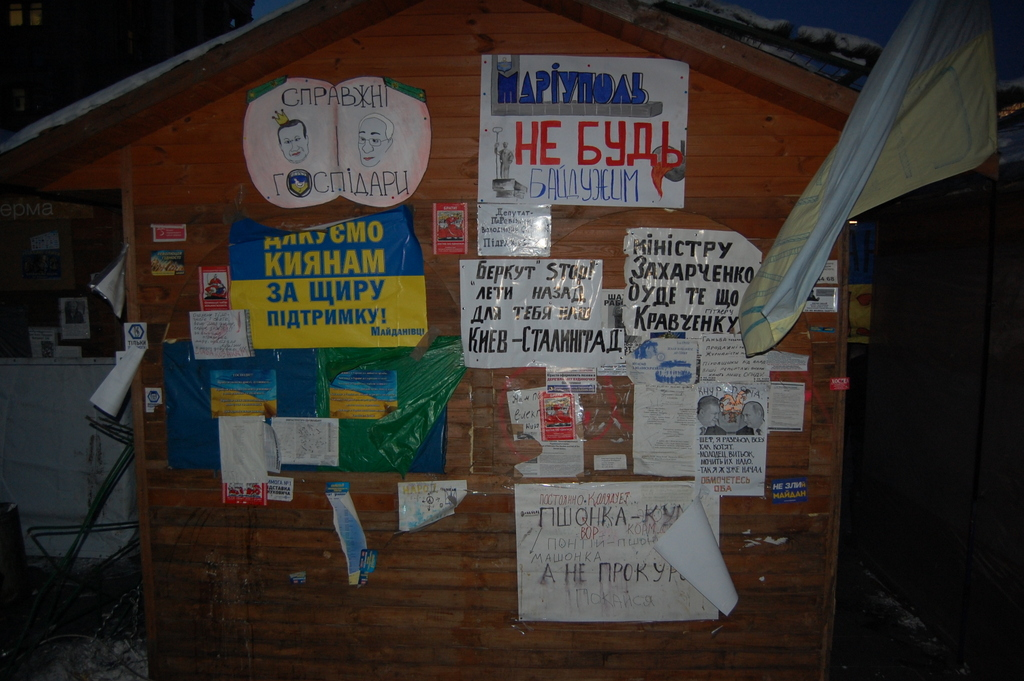
Листівки на Євромайдані. Одна з них закликає: «„Беркут“ стоп, лети назад, для тебе Київ — Сталінград!»

Віктор Янукович «висловив співчуття всім, хто постраждав під час масових акцій», «подякував усім, хто зараз несе службу з охорони громадського порядку і жодним чином не піддається на будь-які провокації» та наголосив:
|  | Доручаю урядові забезпечити подальше покращення матеріально-технічного та грошового забезпечення органів внутрішніх справ. |

Ексміністр МВС Юрій Луценко:
|  | За свої чотири роки в міністерстві я ні разу не кидав міліцію проти народу. Тому маю право сказати гірку правду — погодившись із роллю озброєного загону мафії, міліція повністю деградувала. |

Міністр МВС Віталій Захарченко:
|  | Правоохоронці чітко усвідомлюють свій обов’язок перед народом України — захищати мир і спокій, охороняти права і свободи громадян. З крупиць добра сміливих учинків, героїчних подвигів, ціною яким нерідко стає життя і здоров’я правоохоронців, створює в умовах бурхливого сьогодення свій авторитет та престиж українська міліція. |

Анатолій Гриценко, ексміністр оборони України, полковник запасу:
|  | З боку активістів купу людей затримали, заарештували, рішенням суду визнали винними, з боку влади жодного — навіть тих садистів-«беркутівців», чиї обличчя є на відео ще з 1 грудня, які просто нищили людей біля приміщення адміністрації президента… |

Микола Азаров (на той момент ще чинний Прем'єр-міністр України):
|  | Максимум зусиль докладають працівники міліції до тримання порядку під час політичних баталій, масових заходів, які, на жаль, проводяться деколи при явних порушеннях з боку різних політичних сил правопорядку, а іноді деякі діячі допускають і порушення й етичних норм щодо працівників міліції. |

Експрем'єр-міністр, ексголова СБУ, генерал армії України Євген Марчук:
|  | Це можна розцінити однозначно — це звіряча розправа, яка не має нічого спільного взагалі з правоохоронною діяльністю. Це ж не банда, яка йшла містом і трощила все навколо себе, підпалювала автомобілі, розбивала вікна і так далі» |

Президент Всеукраїнської громадської організації «Українська незалежна рада єврейських жінок» Елеонора Гройсман про прояви антисемітизму на сторінці спецпідрозділу «Беркут» у соціальній мережі Фейсбук:
|  | Нас обурив факт того, що сторінка «Беркут-Україна» — інформаційна підтримка українського підрозділу «Беркут» — являє собою концентрацію махрового антисемітизму та екстремізму. |

Один із представників львівського спецпідрозділу «Беркут»:
|  | У Києві ми вже більше місяця. Нас перекинули ще коли було затишшя. Ми забезпечуємо тил, це й добре, бо не знаю, як би мої хлопці повелися. Нас вважають неблагонадійними, психологічно нестабільними. На «передову» виставили Одесу, Запоріжжя, Дніпропетровськ. «...» Думаємо про те, аби швидше приїхати додому та про обіцяні фінансові винагороди. Думаю, мої хлопці не били б бездумно людей, тут таких і без нас вистачає. |

Сайти Українська правда та dw.de з посиланням на відставного співробітника МВС:
|  | Надмірна жорстокість «Беркуту» та смерті мітингуючих у Києві спричинені тим, що силовики відчувають підтримку перших осіб держави, які їх «не кинуть», «…» хлопці відчувають «плечі» перших осіб держави, свого керівництва, яке їх завірило, що не зрадить, захистить у разі відповідальності за надмірну жорстокість.. |

Депутати Львівської обласної ради (За цей документ проголосували 70 депутатів):
|  | ... депутати, керуючись статтею Конституції України, Законом України «Про місцеве самоврядування в Україні», реалізуючи право народу України на самовизначення та безпосереднє здійснення влади, в зв'язку з узурпацією влади Президентом України та Верховною Радою України через прийняття 16 січня 2014 року в неконституційний спосіб ряду законів, які ведуть до встановлення диктатури в державі та звужують зміст і обсяг існуючих прав і свобод громадян, що суперечить частині третій статті 22 Конституції України, враховуючи рішення обласної ради «Про визнання Народної Ради України як колегіального органу, уповноваженого представляти інтереси народу України», звернулися до ГУ МВС України у Львівській області негайно відкликати особовий склад спеціального підрозділу міліції «Беркут» з м. Києва. |

Віцепрезидент США Джо Байден «закликав українського президента вивести поліцейський спецназ з вулиць і відповісти на невдоволення українського народу».
29 січня 2014 року молодіжні та студентські організації, котрі представляли Комісію з питань студентів та молоді ВО «Майдан», провели маніфестацію під назвою «Майдан — це наші Крути» біля гуртожитку головного управління МВС у Києві, де живуть родини «беркутівців», рядовий і сержантський склад, протестуючи проти свавілля спецпідрозділу «Беркут». Вони тримали плакати з написами «Ми прийшли з миром», «Янукович не вічний, а нам ще жити разом», а також скандували «За нашу і вашу свободу», «Проти зека ми єдині в нашій спільній Україні».
Юрій Андрухович:
|  | … на сайті «Беркуту» протягом останніх двох-трьох тижнів з'явилося багато антисемітських матеріалів, які стверджують, що саме євреї організували Майдан. Це такий абсурд, але йому вірять ті, хто нині стоїть з кийками та щитами проти активістів. Їм нав'язують думку, нібито Майдан — діло рук євреїв, так що не варто жаліти нікого, бийте всіх. Бийте всіх — і вони справді б'ють. Зокрема, жінок, дітей, священників, які намагаються стати поміж супротивними лавами й затримати кровопролиття. «Беркут» не просто б'є, він калічить і знущається. Його бійці люблять групами налітати на поодиноких вихоплених із лави протестувальників, забиваючи їх іноді до смерті. Відтак бійці «Беркуту» знімаються на пам'ять, стаючи ногами на голови лежачих жертв. Свої фото й відео вони з гордістю розміщують на власних сторінках у соціальних мережах. |

Правозахисна організація «Міжнародна амністія» (англ. Amnesty International) 11 лютого 2014 року дала старт глобальній компанії «проти безкарності міліції в Україні». Крім України, участь у ній брали Австрія, Канада, Чехія, Франція, Італія, Молдова, Нідерланди, Польща, Словаччина, Іспанія, Швеція, Швейцарія, Туреччина та США.

### Подальша доля спецпідрозділу Беркут
28 лютого 2014 року МВС РФ повідомило, що готовий прийняти на службу колишніх співробітників української міліції.
1 березня 2014 року ДУМВС РФ в Москві повідомило, що готове сформувати батальйон з колишніх бійців «Беркута», які отримали громадянство Росії.
24 березня 2014 року, під час відвідин тимчасово окупованого Криму, міністр внутрішніх справ РФ Колокольцев повідомив, що «Беркут» буде включено до складу підрозділів МВС РФ (нині — Росгвардія), під своєю звичною назвою.
Того ж дня бійців кримського спецпідрозділу нагородили медаллю Міністерства оборони РФ «За повернення Криму». Нагороди вручав міністр оборони РФ Шойгу.
В березні — квітні 2014 року так званий «прокурор Криму» Поклонська почала розслідування щодо тяжких ушкоджень співробітникам кримського спецпідрозділу міліції «Беркут», першим практичним результатом якого став вирок відносно активіста «Євромайдану» Олександра Костенка через рік, у травні 2015 року.

## Малинові берети

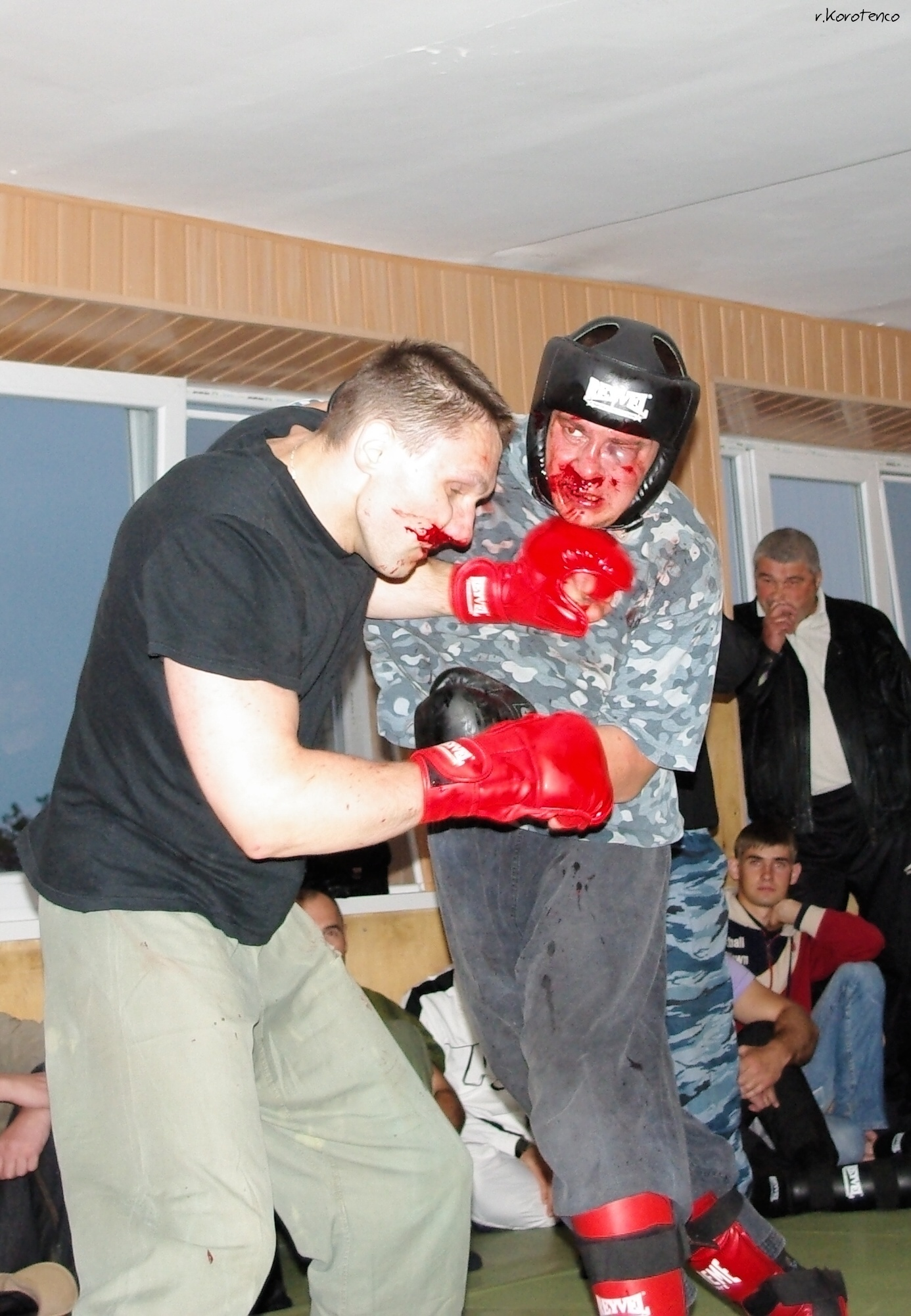
Епізод іспиту на право носіння малинового берета (Луганський ЗМОП «Беркут»)

Відмінною частиною форменого одягу співробітників «Беркута» був малиновий, а також краповий берети.
Спочатку «Беркут» мав спеціальну форму темно-синього кольору та чорні берети, також його співробітники носили й звичайну міліцейську форму. На початку 1993 року було запропоновано формений одяг синьо-зеленого кольору з блакитними беретами, але надалі форменим одягом було обрано міський камуфляж і краповий берет, який у свій час видавався всьому особовому складу без винятку.
Проте, дотримуючись традицій спеціальних частин, багато співробітників «Беркута» самостійно здавали нормативи на право носіння крапового берета.
2004 року цю процедуру було ухвалено наказом міністра внутрішніх справ. З того часу право носити малиновий берет мають лише співробітники, які успішно пройшли спеціальні випробування. У той же час основним річним головним убором співробітників «Беркута» (як і в спеціальних підрозділах внутрішніх військ) був малиновий берет.